# Aigle de Bonelli
Aquila fasciata
Vous lisez un « bon article » labellisé en 2024.
Espèce
Synonymes
Hieraaetus fasciatus (avant 2014)
Sous-espèces de rang inférieur
- Aquila fasciata fasciata
- Aquila fasciata renschi

Répartition géographique
Statut de conservation UICN

 LC  : Préoccupation mineure
Statut CITES
L'Aigle de Bonelli (Aquila fasciata, anciennement Hieraaetus fasciatus) est une espèce d'oiseaux de proie de la famille des Accipitridés, et ses pattes garnies de plumes le désignent comme membre de la sous-famille des Aquilinae. Son nom vernaculaire provient du naturaliste italien Franco Andrea Bonelli qui en a prélevé le spécimen-type, probablement lors d'une exploration en Sardaigne.
L'aire de répartition de cette espèce comprend le bassin méditerranéen — dont l'Europe du Sud, l'Afrique du Nord et le Moyen-Orient —, l'essentiel de l'Asie dont le sous-continent indien et l'Asie de l'Est, et s'étend au sud-est jusqu'en Indonésie. En Eurasie, elle peut être observée du Portugal au sud-est de la Chine et jusqu'en Thaïlande. L'Aigle de Bonelli vit généralement dans les zones de collines ou de montagnes, avec des parois ou des falaises rocheuses, entre le niveau de la mer et 1 500 m d'altitude. Son habitat inclut les zones boisées, et peut être aride comme semi-humide. Cet aigle, bien que considéré comme un prédateur partiellement opportuniste, est spécialisé dans la chasse de certains oiseaux et petits mammifères, notamment les lapins, les galliformes et les pigeons. Lorsque les populations de ses proies habituelles déclinent ou se raréfient, l'Aigle de Bonelli devient un prédateur opportuniste qui s'attaque à une plus grande variété d'oiseaux.
Malgré sa répartition très vaste et la protection légale dont il bénéficie notamment en Europe, l'Aigle de Bonelli a vu sa population décliner à divers endroits, en particulier partout en Europe, et pourrait s'éteindre localement. Le déclin de l'espèce est dû à la destruction de son habitat, aux électrocutions sur les pylônes électriques et à la persécution humaine persistante. Cependant, l'Union internationale pour la conservation de la nature en fait encore une espèce de préoccupation mineure.

## Description

### Taille comparée à d'autres rapaces

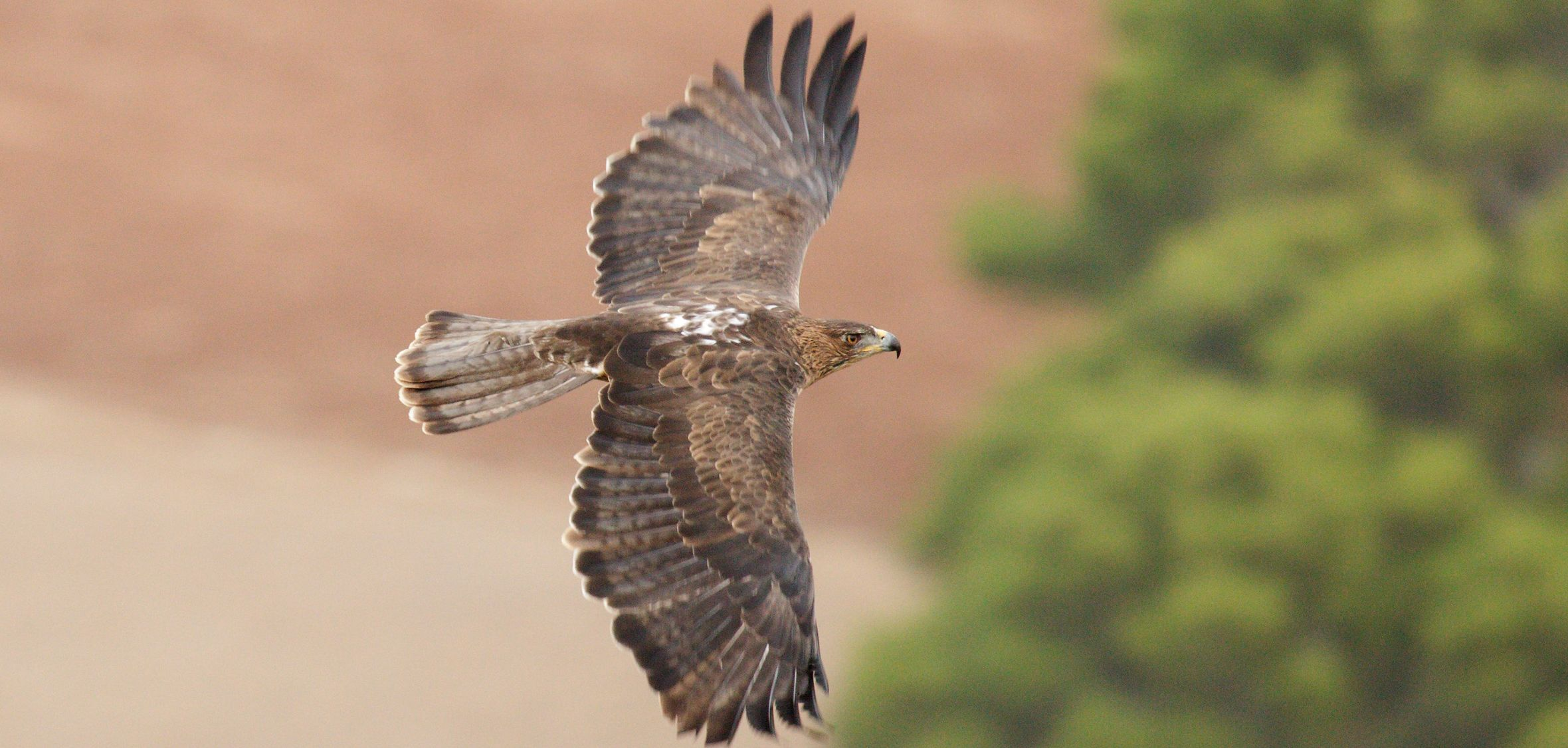
Aigle de Bonelli en vol au-dessus des îles Baléares.

L'Aigle de Bonelli est un aigle de taille moyenne. Quand il était encore classé dans le genre Hieraaetus, il en était la plus grande espèce ; cependant, dans le genre Aquila où il est maintenant classé, il en est une des plus petites,,. Plus petit que l'Aigle royal (Aquila chrysaetos), il est à peu près de la même taille que l'Aigle ravisseur (Aquila rapax) mais avec des ailes plus courtes ; il est un peu plus grand que l'Aigle fascié (Aquila spilogaster) et notablement plus grand que l'Aigle de Cassin (Aquila africana),.

### Dimorphisme sexuel
Comme beaucoup d'oiseaux de proie, l'Aigle de Bonelli présente un dimorphisme sexuel. La femelle est plus grande que le mâle (jusqu'à 10 %), contrairement à beaucoup d'autres espèces d'oiseaux. La taille des adultes peut varier entre 55 et 74 cm. L'envergure des mâles est comprise entre 143 et 163 cm, celle des femelles entre 156 et 180 cm,,. Son poids a été estimé entre 1,4 et 2,4 kg, mais ce chiffre sous-estime probablement la taille et le dimorphisme sexuel de l'espèce,. Une étude sur un échantillon de 91 mâles adultes en Europe occidentale à conclu à un poids moyen de 1,94 kg avec un intervalle entre 1,4 et 2,24 kg ; sur 87 femelles adultes, le poids moyen était de 2,62 kg pour un intervalle de 2,1 et 3,03 kg. Les mâles adultes avaient une taille moyenne de 65 cm et une envergure de 155 cm, les femelles une taille moyenne de 70,7 cm et une envergure de 167,8 cm. La taille des spécimens d'Asie de l'Est est légèrement plus grande mais le poids moyen reste le même, voire un peu plus faible, avec une moyenne de 1,5 kg pour les mâles et 2,5 kg pour les femelles sur le sous-continent indien, bien que la taille des échantillons pour ces mesures soit inconnue,.

### Aspect de l'oiseau perché

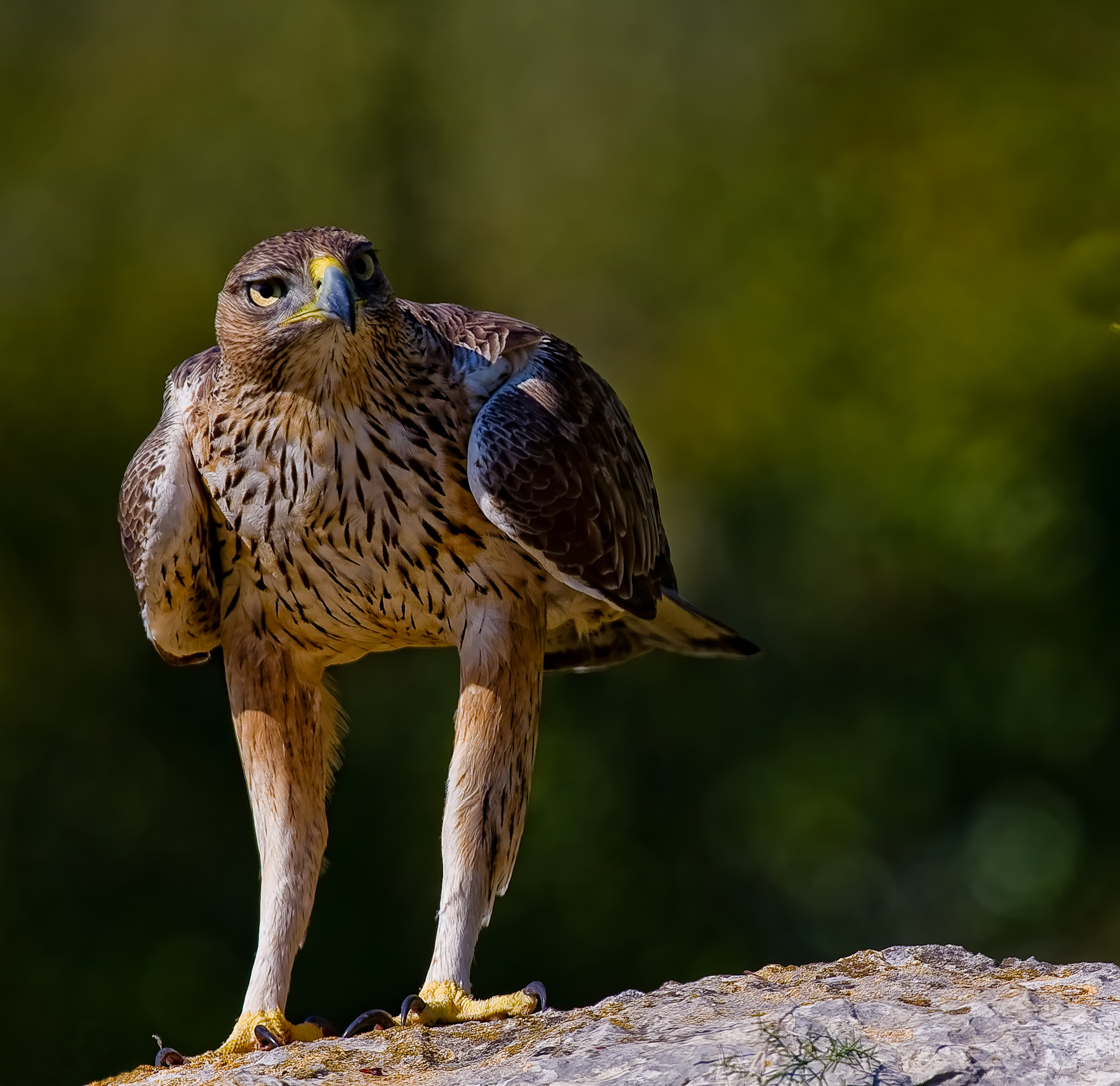
L'Aigle de Bonelli est de taille moyenne et présente de longues pattes avec des pieds massifs et de grandes serres.

L'Aigle de Bonelli a une tête de taille moyenne sur un cou assez long, un gros bec, une queue de taille moyenne à longue, et des jambes très longues et bien recouvertes de plumes. La combinaison d'un corps fort et de longues jambes lui donne une apparence décrite comme « athlétique »,. Il se perche de manière bien droite sur les rochers ou les branches qui lui servent de poste d'observation, mais aussi à couvert sous les feuillages, en particulier quand il est en chasse. Lorsqu'il est perché, le bout des ailes se trouve un peu au-dessus du bout de la queue,. La longueur de l'aile pliée des mâles varie entre 458 et 542 mm, avec une moyenne de 480,4 mm en Europe occidentale. Celle de la queue varie entre 237 et 287 mm avec une moyenne de 268,1 mm, celle des tarses entre 93 et 120 mm avec une moyenne de 99,5 mm, et celle du bec entre 40,4 et 45,3 mm avec une moyenne de 43,3 mm. Pour les femelles, la longueur de l'aile pliée varie entre 478 et 560 mm, celle de la queue varie entre 246 et 319 mm avec une moyenne de 288,5 mm, celle des tarses entre 93 et 127 mm avec une moyenne de 119,1 mm, et celle du bec entre 41,3 et 51,8 mm avec une moyenne de 46,6 mm,,,. Deux mâles de la sous-espèce A. f. renschi ont été mesurés avec une aile pliée de 444 mm et 452 mm respectivement, et une femelle à 493 mm.

### Serres et technique de chasse
Les tailles respectives des ailes et de la queue font de l'Aigle de Bonelli un intermédiaire entre les aigles à queue courte et à ailes longues, qui vivent dans les espaces ouverts, et les aigles à queue longue et à ailes courtes, qui vivent dans les forêts. Cela lui permet de diversifier ses techniques de chasse en utilisant à la fois les attaques-surprises courtes depuis les arbres, et les poursuites longues à ciel ouvert,,. Ses pieds et ses serres sont proportionnellement très grands, et probablement très puissants en comparaison de sa taille ; en particulier, la grande serre de l'hallux (utilisée pour tuer par pratiquement tous les rapaces de la famille des Accipitridae) est plus grande que celle de l'Aigle impérial (Aquila heliaca) qui est plus grand, et même, à proportion, un peu plus grande que chez son concurrent sympatrique, l'Aigle royal, qui est pourtant deux fois plus gros que l'Aigle de Bonelli,. Chez les Aigles de Bonelli d'Europe occidentale, la serre de l'hallux a une taille moyenne de 37,21 mm chez les mâles et 43,1 mm chez les femelles, et peut aller jusqu'à 47 mm.

### Couleur et identification:  aspect général, sexe et âge

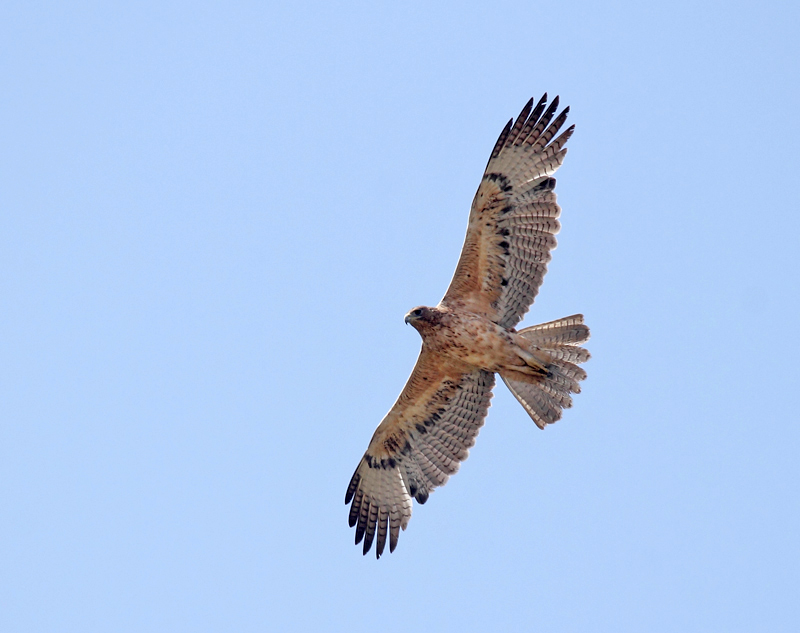
Juvénile en vol dans le district de Sangli en Inde.

Le dos de l'Aigle de Bonelli est marron foncé, avec des nuances variant du brun chocolat à la terre d'ombre dépendant de leur état de mue et des variations individuelles et régionales, avec des marges plus pâles sur la plupart des plumes, en particulier celles du milieu de l'aile, qui paraissent donc plus claires. Une tache blanche caractéristique qui grandit avec l'âge orne son dos ; irrégulière et de taille variable, elle peut être quasi absente (rare) ou s'étendre jusqu'en haut du dos. La queue de l'adulte est grise, avec de fines barres marron foncé, une bande sous-terminale sombre et le bout couleur crème. La tête de l'adulte est marron foncé, avec le cou plus clair et la gorge blanche. Il présente un fort contraste entre ses ailes sombres et le ventre couleur crème marqué de rayures ou de taches brunes,,. La femelle adulte est généralement plus sombre et a plus de taches que le mâle, en particulier sur le ventre, un cas de dimorphisme sexuel rare dans la sous-famille des Aquilinae,. Les taches sont généralement plus marquées sur la poitrine et en haut des flancs, le bas du ventre étant uni ou peu tacheté. Les jeunes ont, quant à eux, le dos et le dessus des ailes plus clairs, avec le bout des ailes plus pâle, parfois avec une petite tache crème sur le dos (pas une grande tache comme les adultes) et le haut de la queue,,. Leur tête est couleur rouille, avec un brun plus sombre autour et derrière les yeux. Le haut de la tête est couvert de taches sombres, ou parfois gris uni. Leur queue est plus nettement rayée que celle des adultes, et la bande sous-terminale est à peine plus large que les autres. Comme les adultes, la queue des juvéniles est blanche au bout. Le dessous est roussâtre avec peu de taches noires qui se retrouvent généralement sur les côtés de la poitrine,,,. Au bout du deuxième été, ils ont les mêmes couleurs mais avec de plus en plus de taches en particulier sur le ventre. Par la suite, les aigles immatures développent une bande sous-terminale plus épaisse et le ventre s'éclaircit. Ils ne revêtent leur plumage adulte que vers quatre à cinq ans. Les yeux des adultes sont jaunes ou jaune orangé, ceux des jeunes sont noisette ; à tous les âges, les pieds sont jaune pâle,.

### Aspect en vol
En vol, l'Aigle de Bonelli apparaît comme un rapace assez large, avec une tête bien visible et des ailes larges aux bouts carrés, légèrement pincées au niveau du corps avec un dégradé au niveau des extrémités. Les mues peuvent modifier légèrement la forme des ailes, certains individus ayant l'air plus longs ou d'avoir des ailes plus étroites. En vol, la queue paraît longue et large mais quand elle est resserrée, elle donne l'impression d'être étrangement étroite,,. L'Aigle de Bonelli vole avec des battements d'ailes puissants mais peu amples. En planant, il tient ses ailes à plat, les plumes bien étalées et les carpes légèrement en avant, qu'il ramène plus en avant pour planer plus vite. L'essor se fait parfois avec les ailes à plat ou légèrement relevées. L'Aigle de Bonelli vole souvent en couple, toute l'année.
L'adulte en vol est sombre sur le dessus, avec sa marque blanche plus ou moins grande. La queue grise a des rayures peu marquées, rarement perceptibles, sauf la grande bande sous-terminale tachetée ; le bout est blanc. Les marques de la queue sont à peu près similaires vues de dessus ou de dessous. Les adultes ont des petites couvertures blanches qui, avec la queue grise, forment un contraste avec la bande centrale sombre des ailes sur la grande couverture et la couverture médiane. Les rémiges sont gris-brun clair, légèrement rayées, avec une base plus claire, qui devient presque blanche au niveau des rémiges primaires, avec des pointes sombres. En vol, les juvéniles sont bruns sur le dessus, avec le bout des ailes plus sombre au niveau des grandes couvertures. Parfois, les juvéniles ont aussi une tache crème sur le dos ainsi qu'un U au niveau de la queue qui n'est pas toujours visible même quand il est présent. Au-dessous, les juvéniles sont roussâtres au niveau des ailes et du reste du corps. Le bout de leurs grandes couvertures est parfois plus sombre, formant des lignes diagonales, et un peu de blanc au niveau des rémiges primaires avec le bout sombre. Jusqu'à leur troisième année, ils ressemblent davantage à un juvénile d'un an qu'à un adulte mais commencent à faire apparaître davantage de marques et de grandes couvertures plus sombres. Au bout de la quatrième année, ils ressemblent beaucoup plus à des adultes avec une bande sous-terminale plus marquée, le ventre plus clair et des diagonales marquées sous les ailes. Cependant, leur plumage ressemble encore à un mélange de plumes rayées plus claires (typiques des juvéniles) et de plumes plus sombres au niveau des rémiges,,,.

### Comparaison avec d'autres rapaces

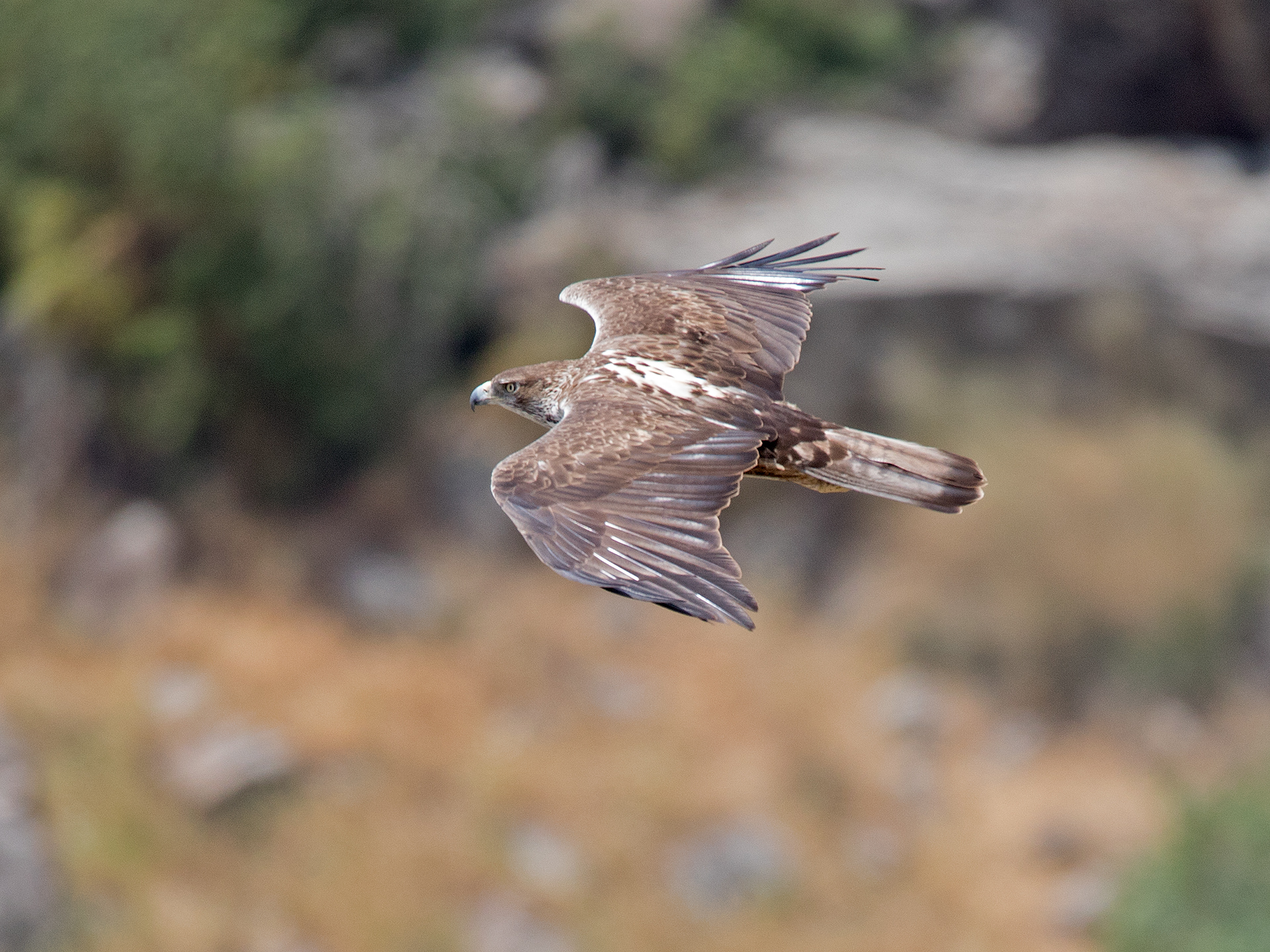
Adulte en vol, avec la grande tache blanche bien visible.

Les Aigles de Bonelli sont généralement faciles à reconnaître quand on prend en considération à la fois la forme, le vol et le plumage. Quand la lumière est mauvaise, il est possible de confondre l'Aigle de Bonelli avec la Bondrée apivore (Pernis apivorus) en Europe ou la Bondrée orientale (Pernis ptilorhynchus) en Asie, ces deux espèces étant très polymorphes et capables de mimétisme pour imiter le plumage d'autres rapaces plus puissants. La forme des ailes de l'Aigle de Bonelli, en particulier, peut sembler similaire à celle de la bondrée, mais cette dernière a généralement un corps plus petit et plus mince et une tête beaucoup plus petite. En vol, la bondrée présente une queue fendue et non pas carrée comme celle de l'Aigle de Bonelli, leurs rémiges primaires ont moins de marges et leurs ailes forment davantage un angle. Les bondrées ont également des rayures plus épaisses sur la queue et sous les ailes, le bout des ailes plus sombre et plus large, et n'ont pas de tache blanche sur le dos ni de diagonales sous les ailes,,.
Il est également possible, mais beaucoup plus difficile, de le confondre avec l'Autour des palombes (Accipiter gentilis), qui est cependant visiblement plus petit avec des ailes bien plus courtes, une queue un peu plus longue, un style de vol différent et un plumage caractéristique. De loin, l'Aigle de Bonelli juvénile peut être confondu avec la Buse féroce (Buteo rufinus), mais cette dernière est également plus petite, avec une queue plus courte, des taches sombres au niveau des carpes et le bord des ailes sombre. De plus, la buse a généralement les ailes en dièdre alors que l'Aigle de Bonelli les tient à plat,,,.
L'Aigle de Bonelli peut aussi être éventuellement confondu avec le Circaète Jean-le-Blanc (Circaetus gallicus) qui fait à peu près la même taille, mais le Circaète a des ailes plus larges et de forme différente, une coloration plus sombre, une queue plus courte, une tête plus ronde sur un cou plus court et une gorge sombre,. De plus, toutes ces espèces fréquentent des habitats différents de ceux de l'Aigle de Bonelli, plus boisés et à plus basse altitude.
Un observateur inexpérimenté pourrait confondre l'Aigle de Bonelli et la forme claire de l'Aigle botté (Hieraeetus pennatus), mais en plus d'être plus grands et deux fois plus lourds, les Aigles de Bonelli ont également un plumage très différent. Ils sont beaucoup plus sombres, surtout en comparaison des rémiges claires de l'Aigle botté. Ce dernier est plus blanc et montre plus de contrastes sur les couvertures du haut des ailes et de la queue. Il y a plus de ressemblances entre les Aigles de Bonelli juvéniles et la forme sombre de l'Aigle botté, mais il reste possible de faire la différence grâce aux ailes plus étroites et à la taille plus petite de l'Aigle botté,.
Au sud de la mer Rouge, il est possible que des Aigles de Bonelli juvéniles en quête de territoire s'approchent d'une espèce proche et similaire, l'Aigle fascié (Aquila spilogaster) mais ce dernier est plus petit, avec des ailes plus courtes et une queue plus longue. Le plumage de l'Aigle fascié adulte est plus contrasté, avec le dos gris foncé et le bas plus blanc avec des rayures. Le dos des Aigles fasciés juvéniles est plus sombre que celui des Aigles de Bonelli juvéniles,.

### Vocalisations
L'Aigle de Bonelli est silencieux en dehors des périodes de reproduction, et se fait peu entendre même pendant cette période. Ses cris sont moins connus que ceux de l'Aigle fascié, qui, bien qu'il soit une espèce tropicale, cesse aussi de crier en dehors de la saison de reproduction,,. Le principal cri de l'Aigle de Bonelli est utilisé pendant la parade amoureuse, et parfois aussi au nid. Ce cri puissant et aigu forme un yuiii-yuiii-gii-gii ou un heeeeii-heeeeii, avec des variations selon les individus et les régions. Il porte plus loin que le « jappement » de l'Aigle royal, et ressemble un peu au cri de la Buse à queue rousse (Buteo jamaicensis),,. Ce cri peut être poussé par les deux sexes ; cependant, l'aigle femelle crie plus intensément quand le mâle lui apporte des proies, tandis que ce dernier crie plutôt en paradant en l'air. L'Aigle de Bonelli utilise d'autres sons, comme un klu-klu-klu flûté et un ki ki ki répété qui sert de cri d'alarme. Des biologistes ont également repéré des jappements, des gargouillements ou des grognements émis au nid ou aux alentours,.

## Répartition et habitat

### Répartition

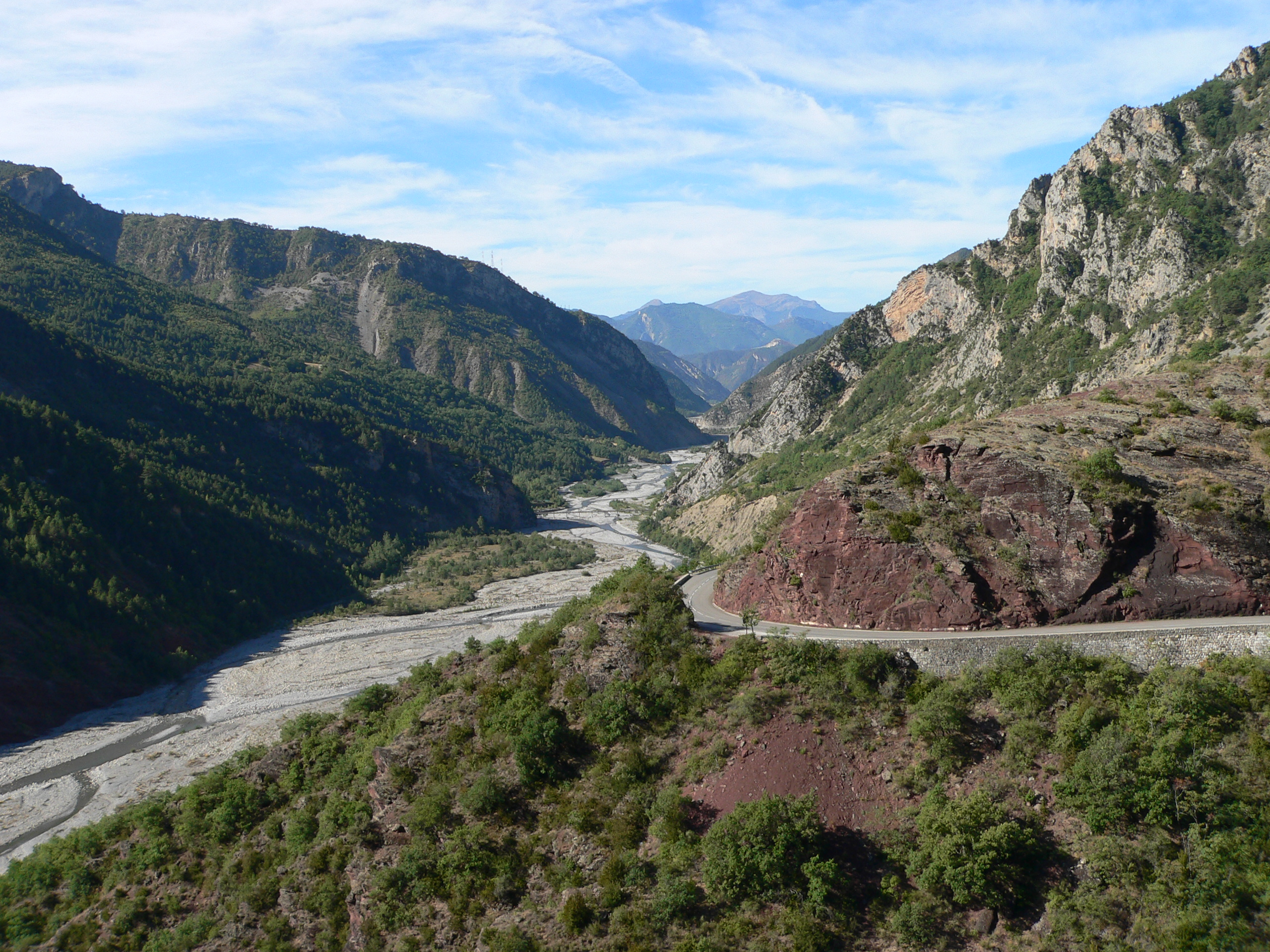
Exemple d'habitat typique de l'Aigle de Bonelli (ici en France, dans la vallée du Var, dans les gorges de Daluis).

La distribution de l'Aigle de Bonelli est actuellement dispersée. Il se rencontre autour de la Méditerranée, ainsi qu'en Asie, depuis le Proche et le Moyen-Orient et jusqu'en Chine méridionale,. En Afrique du Nord, il peut être observé de l'Anti-Atlas au Maroc au bas des montagnes de l'Atlas au nord de l'Algérie et de la Tunisie (et probablement autrefois au nord de la Libye),,,,. Au-delà de cette zone de reproduction en Afrique, l'Union internationale pour la conservation de la nature (UICN) et d'autres organisations ont délimité une zone d'hivernage irrégulière allant des côtes de l'Afrique de l'Ouest au sud du Maroc, ainsi qu'à l'ouest du Sahara, en Mauritanie et au nord-ouest du Sénégal (et plus rarement à l'est du Mali), mais on en sait peu sur cette population et ses origines, et l'Aigle de Bonelli n'est pas vraiment considéré comme une espèce migratrice,,,. L'espèce a été également observée irrégulièrement en Afrique de l'Est, notamment en Somalie.
Au sud de l'Europe, l'Aigle de Bonelli vit dans différentes régions du Portugal et de l'Espagne. La France, où il suit la limite de répartition de l'olivier, représente sa limite nord de répartition mondiale. Des traces fossiles attestent de la présence de l'espèce dans les falaises calcaires du sud de la France depuis 200 000 ans. L'Aigle de Bonelli est considéré comme une espèce relique[réf. nécessaire]. On le trouve dans les régions françaises d'Occitanie, Provence-Alpes-Côte d'Azur et Auvergne-Rhône-Alpes jusqu'au département de la Drôme, et en Corse,. De manière plus discontinue, il est également observé en période de reproduction en Italie, sur les îles de Sardaigne et de Sicile,. Au sud-est de l'Europe, une population isolée demeure en Croatie, dans le nord et le sud de la Macédoine (et potentiellement au Kosovo) et sur l'île de Chypre et de manière sporadique dans différents endroits en Grèce (peut-être aussi à l'ouest de l'Albanie et l'est de la Bulgarie) et en Crète,,,,.
En-dehors de l'Europe, l'Aigle de Bonelli se rencontre aussi en Turquie, en Syrie (mais il y est peut-être éteint localement), au Liban, en Israël, à l'ouest de la Jordanie, au nord-est de l'Égypte (plus rarement au nord de la péninsule du Sinaï), et potentiellement mais sans certitude dans certaines zones de l'Arabie saoudite, et dans d'autres zones de la péninsule arabique comme le Yémen, Oman et les Émirats arabes unis,,,,,,,,,. Il se rencontre aussi dans d'autres endroits au Moyen-Orient, à l'est de l'Irak, à l'ouest, au sud et au nord-est de l'Iran, et jusqu'au Turkménistan dans la chaîne du Kopet-Dag,,,.
Plus à l'est en Asie, l'Aigle de Bonelli se rencontre à l'est de l'Afghanistan et au Pakistan, et sur tout le sous-continent indien, où il est généralement rare, mais plus commun près du Népal. Il est cependant absent de l'est de l'Inde, et n'est présent que de manière intermittente au Sri Lanka et au Bangladesh,,. En Inde, il est présent très régulièrement à certains endroits, comme les rives de la Chambal, le parc national de Ranthambore, le bas de la division de Kumaon, et en hiver dans le parc national de Keoladeo à Bharatpur dans le Rajasthan. Il est aussi présent du centre du Myanmar au nord-ouest de la Thaïlande et au nord du Laos (mais dans ces deux derniers pays, il est possible qu'il ne soit que de passage et ne s'y reproduise pas). En Chine, il habite dans les provinces du Yunnan, du Guangxi et du Guangdong, au nord du fleuve Yangzi Jiang, et plus rarement à Hong Kong,,,,,. Des populations isolées se trouvent en Indonésie, sur les petites îles de la Sonde dont Sumbawa, Timor, Wetar, les Moluques et Florès, cependant des études montrent que l'Aigle de Bonelli a été vu sur au moins vingt des petites îles de la Sonde,,.
L'Aigle de Bonelli est plutôt sédentaire, mais les jeunes peuvent se disperser sur plusieurs centaines de kilomètres à la recherche d'un territoire. Ils sont parfois observés sur des sites de migration et des lieux où ils ne se reproduisent pas en hiver,. Ils peuvent se déplacer jusqu'à 700 km au nord de leurs lieux de reproduction habituels en France jusqu'aux côtes de la Manche, à Ratisbonne en Allemagne, et, probablement à partir des populations habituelles italiennes, au nord de l'Italie et à la Slovénie,,,. Probablement depuis la péninsule Ibérique, des aigles errants ont été observés dans les îles Canaries. Au-delà du Sri Lanka, l'Aigle de Bonelli peut se déplacer (ou plus rarement hiverner) au Kazakhstan, sur la péninsule de Corée, en Malaisie et en Cochinchine (dans l'actuel Viêt Nam). Pendant l'hiver 1996, l'Aigle de Bonelli a été observé sur l'île indonésienne de Yamdena, venant probablement des petites îles de la Sonde,,,,,.

### Habitat

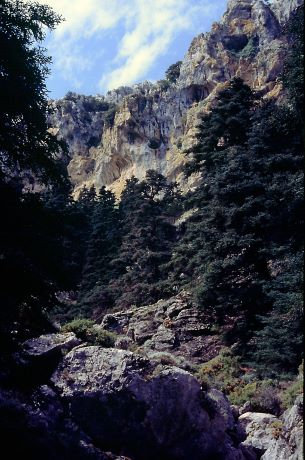
L'habitat typique de l'Aigle de Bonelli est rocheux, avec un mélange de végétations. Ici la Sierra de las Nieves en Andalousie.

Malgré sa distribution géographique très large, l'Aigle de Bonelli a tendance à occuper des habitats similaires. Il préfère les endroits situés près d'une vaste étendue d'eau, en particulier les bords de la mer Méditerranée et du nord de l'océan Indien. Il peut également occuper les côtes de l'océan Atlantique et de l'océan Pacifique et, plus rarement, celles de la mer Caspienne. Malgré cette proximité avec l'eau, son habitat est souvent aride et très ensoleillé. Dans certaines parties de l'Asie, cependant, il peut se trouver dans des forêts semi-humides. L'Aigle de Bonelli préfère les zones rocheuses, dont les collines ou les régions montagneuses à faible altitude, les falaises, et les gorges de rivières. L'Aigle de Bonelli est spécialisé dans la chasse en terrain rocheux irrégulier,,.
Il occupe les habitats de garrigues riches en arbrisseaux, ou les terrains moyennement boisés, mais peut parfois aussi se retrouver dans des forêts plus denses. Ces terrains à végétation éparse sont très importants, car ils abritent une bonne concentration de proies dans les zones de climat méditerranéen,, ; cependant, une couverture végétale trop dense peut compromettre l'efficacité de la chasse, et l'Aigle de Bonelli a tendance à éviter les endroits trop boisés,. En région méditerranéenne, l'Aigle de Bonelli occupe des forêts de pins ou de sclérophylles, dont la densité n'est pas trop importante,. Selon L.M. Carrascal et J. Seoane en 2009, les zones agricoles sont évitées par les Aigles de Bonelli en Espagne, cependant l'étude de B. Martinez-Mirranzo en 2016 affirme que l'aigle montre de plus en plus d'intérêt pour les grandes zones cultivées et d'autres habitats anthropisés, probablement parce qu'il s'est spécialisé dans la prédation des pigeons par nécessité,. Cette préférence pour les zones cultivées a également été observée en Sicile. Cependant, les zones urbaines sont toujours évitées par l'Aigle de Bonelli pour la reproduction mais aussi pour la chasse. L'Aigle de Bonelli se rencontre également en plaine, ou sur des pentes quasi-stériles ou des zones semi-désertiques, notamment en Israël et en Inde où des vallées plus humides côtoient des zones désertiques,,,. Les juvéniles peuvent s'établir temporairement sur les cultures sèches, les petites zones marécageuses, les côtes ou les forêts très profondes,,,. En hiver, l'Aigle de Bonelli peut être observé à des altitudes plus faibles et dans des zones plus ouvertes de plaines ou semi-désertiques, où il semble à l'aise ; mais il préfère les zones plus humides comme les rivières, les marais ou les lacs, en particulier si elles sont proches de son territoire habituel, car les proies y sont plus nombreuses,,. En Asie du Sud-Est, sur le sous-continent indien et dans les petites îles de la Sonde, l'Aigle de Bonelli peut se trouver près des forêts tropicales qui sont pourtant plus denses et plus humides que son habitat habituel, mais préfère les zones moins denses et plus rocheuses, comme les pentes et les falaises, ainsi que les clairières,.
L'Aigle de Bonelli vit généralement jusqu'à une altitude maximale de 1 500 m en Europe, 2 000 m dans les montagnes de l'Atlas, et jusqu'à 3 000 m en Asie et même 3 750 m au Bhoutan. Dans l'Himalaya, il est observé principalement entre 1 200 m et 2 000 m d'altitude,.

## Comportement et alimentation

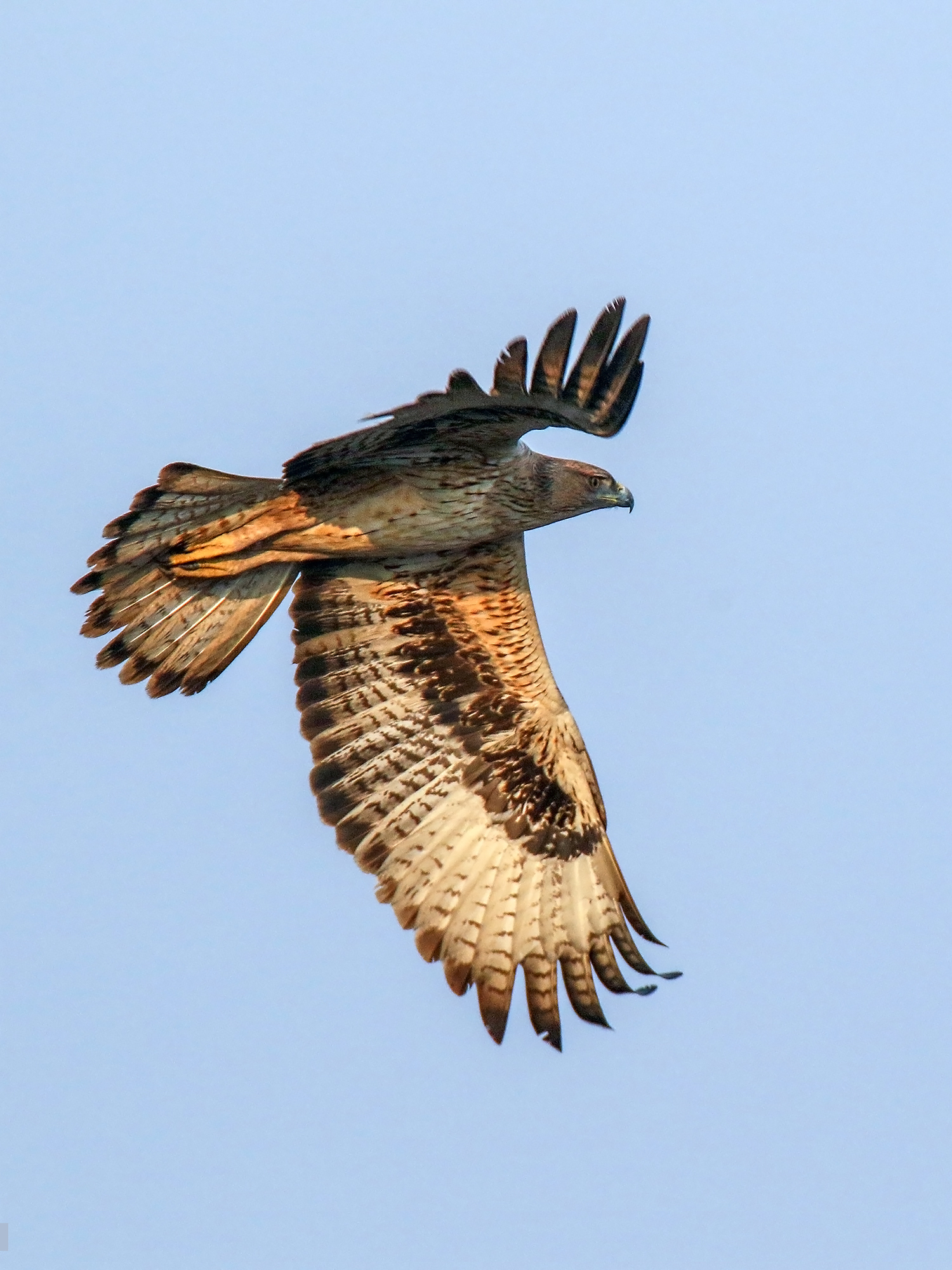
Aigle de Bonelli en chasse.

L'Aigle de Bonelli passe beaucoup de temps en l'air et plane ou décrit des cercles autour de son habitat. Comme la plupart des oiseaux de proie, il vit généralement seul ou en couple,. L'Aigle de Bonelli est un prédateur puissant et décrit comme « un audacieux rapace »,. Ses méthodes de chasse ressemblent à celles de rapaces comme l'Autour des palombes. Souvent, l'Aigle de Bonelli chasse à l'affût, en utilisant une branche d'arbre abritée ou un point de vue dans les rochers pour observer l'activité de ses proies. Une fois qu'il a repéré sa cible, il s'élance rapidement pour pouvoir attraper un oiseau en train de s'envoler ou un mammifère en train de s'enfuir, et peut continuer de les pourchasser entre les arbres ou les buissons. Il arrive aussi qu'à la fin de cette poursuite, comme l'Autour des palombes, l'Aigle de Bonelli finisse par poursuivre sa proie au sol,,. L'Aigle de Bonelli peut aussi chasser en vol près du sol comme les busards, ou patrouiller au-dessus des collines à la recherche de proies,. L'Aigle de Bonelli peut aussi parfois plonger sur sa proie depuis le ciel. En général, il attaque des oiseaux au sol ou à proximité, mais peut parfois les attraper dans les buissons, ou plus rarement sur l'eau. Il est suffisamment agile pour attraper des oiseaux en vol,,. Un Aigle de Bonelli a même été vu volant au-dessous d'un Choucas des tours (Coloeus monedula) avant de remonter pour l'attraper par-dessous. La chasse en couple est possible, mais rare chez cette espèce. L'un des aigles vole alors directement au-dessus de l'autre, et il arrive qu'il disperse une volée d'oiseaux pour que l'autre les attrape l'un après l'autre, comme la chasse en couple des Faucons laggar (Falco jugger). Cependant, selon des études espagnoles, la chasse en couple n'améliore pas les chances de succès et ne permet pas d'attraper des proies plus grandes ; en fait, les proies attrapées de cette manière sont plus petites que celles que chaque membre aurait attrapé seul. L'hypothèse est que la chasse en couple a pour but de renforcer les relations du couple et non de capturer un gibier plus important,,,. Comparé à d'autres membres de la sous-famille des Aquilinae, l'Aigle de Bonelli capture la plupart de ses proies vivantes, il recourt peu à la consommation de charognes ou au cleptoparasitisme d'autres rapaces,. Cependant il n'hésite pas à s'en prendre à des proies déjà blessées, comme les canards tirés par des chasseurs, et s'attaque aussi aux jeunes animaux. Dans le parc national de Keoladeo en Inde, des Aigles de Bonelli ont été observés suivant des busards, des aigles du genre Clanga et d'autres aigles du genre Aquila pour capturer des oiseaux aquatiques désorientés par leur vol en rase-mottes,.
L'Aigle de Bonelli chasse une variété de proies : dans tout son habitat, on[Qui ?] estime à près de 200 le nombre d'espèces dont il se nourrit. Les études de son régime alimentaire ont été principalement menées en Europe de l'Ouest, mais d'autres études ont également été menées ailleurs, principalement à Chypre et un peu moins en Inde,,. Celle de Leslie Brown et Dean Amadon en 1996 considère que le spectre des proies de l'Aigle de Bonelli est presque aussi étendu que celui des plus grands Aquilinae comme l'Aigle royal et l'Aigle martial (Polemaetus bellicosus) ; cependant elle décrit aussi le régime de l'Aigle fascié qui était considéré à l'époque comme la même espèce. L'Aigle de Bonelli chasse principalement des oiseaux et des mammifères, et ne s'attaque à des reptiles ou à d'autres proies que sporadiquement. En Europe occidentale, il est considéré comme un prédateur spécialisé du Lapin de garenne (Oryctolagus cuniculus) et de la Perdrix rouge (Alectoris rufa), mais d'autres oiseaux comme les pigeons, les goélands et les corvidés font également partie de son régime, selon les variations des populations de ses différentes proies. Bien qu'il soit un prédateur puissant, l'Aigle de Bonelli attrape des proies dont la taille est dans la moyenne des proies des rapaces, et même un peu plus petites en général que son cousin l'Aigle fascié,. Dans la Sierra Morena en Espagne, la moyenne de poids des proies de l'Aigle de Bonelli a été estimée à 630 g, en Grèce à 877 g,. Cependant, une étude plus récente en Espagne affirme que le poids moyen des proies a diminué, à 416 g pour les mâles et 459 g pour les femelles, probablement à cause de l'augmentation de la population des pigeons et de la diminution de celle des lapins. L'Aigle de Bonelli chasse donc des proies qui font entre 20 % et 45 % de son poids,,,. L'étude espagnole la plus récente indique également que l'Aigle de Bonelli a un taux de succès d'environ 28,5 %, un taux un peu plus élevé que celui de l'Aigle royal (20 %) et de l'Aigle pomarin (Clanga pomarina) (24 %) mais moins élevé que celui de l'Aigle criard (Clanga clanga) (34 %).

### Lapins et autres lagomorphes

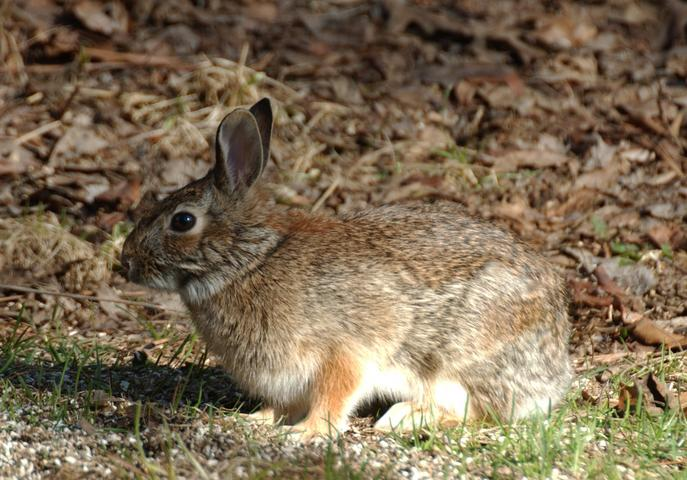
Le Lapin de garenne est une des proies principales de l'Aigle de Bonelli en Europe de l'Ouest.

Le Lapin de garenne (Oryctolagus cuniculus) est considéré comme la proie la plus importante de l'Aigle de Bonelli en Europe de l'Ouest,. Dans les plus grandes études européennes, il arrive en tête des proies chassées : en Catalogne, il représente 22,54 % des 2 254 proies étudiées et 33,3 % de leur biomasse. En Provence, les lapins représentent 16,4 % des 2 742 proies étudiées,. Dans la troisième plus grande étude en Europe de l'Ouest, le lapin arrive en seconde place derrière les pigeons (18,4 % des 1 641 proies étudiées), mais représente la plus grande part de biomasse (33,2 %). Même quand ils ne sont pas natifs de la région, comme sur les îles Égéennes en Grèce, les Lapins de garenne représentent quand même l'espèce principale chassée par l'Aigle de Bonelli, représentant 40,8 % du nombre et 46,6 % de la biomasse de ses proies. En Espagne, une étude a montré que les trois quarts des jeunes Aigles de Bonelli se nourrissent presque exclusivement de lapins, apparemment parce qu'ils sont plus faciles à capturer que les oiseaux malgré leur plus grande taille. Les recherches montrent que l'Aigle de Bonelli a tendance à être attiré par les zones de buissons, à la recherche de lapins sortant de la végétation. Comme les jeunes lapins sont souvent chassés par les lapins dominants adultes vers des zones moins couvertes, ils deviennent des proies faciles pour l'Aigle de Bonelli et d'autres rapaces. Les lapins sont attrapés encore plus souvent en été, quand les jeunes lapins ont tendance à se disperser,,. Cependant, 86,2 % des lapins attrapés dans le sud-ouest du Portugal sont des adultes. La plupart des lapins capturés par des Aigles de Bonelli pèsent entre 500 g et 1 500 g, de la taille d'un lapereau à celle d'un petit adulte, selon les études espagnoles, avec un poids moyen de 857 g,. Une étude menée dans le sud-est de l'Espagne estime que la population locale d'Aigles de Bonelli a attrapé, en une année, 337 lapins en période de reproduction et 237 hors période de reproduction, et donc que, malgré cette chasse intense, l'Aigle de Bonelli a peu d'impact sur la population globale de lapins (il tue au maximum 2,5 % de la population de lapins). La population des Lapins de garenne en Europe de l'Ouest a été largement décimée par la myxomatose et la maladie hémorragique virale du lapin qui l'ont réduite de 50 %, voire 70 %. Bien que le nombre de lapins chassés par l'Aigle de Bonelli semble s'être réduit d'un tiers entre 1968 et 2009, ils font toujours partie de ses proies principales, même hors saison de reproduction quand leur nombre diminue,.
En plus du Lapin de garenne, d'autres lagomorphes font partie des proies de l'Aigle de Bonelli, notamment le Lièvre ibérique (Lepus granatensis) ; des Aigles de Bonelli ont aussi été observés chassant le Lièvre d'Europe (Lepus europaeus) dans les îles de Grèce, et le Lièvre indien (de) (Lepus nigricollis) sur les pentes de l'Himalaya,,.

### Galliformes et pigeons

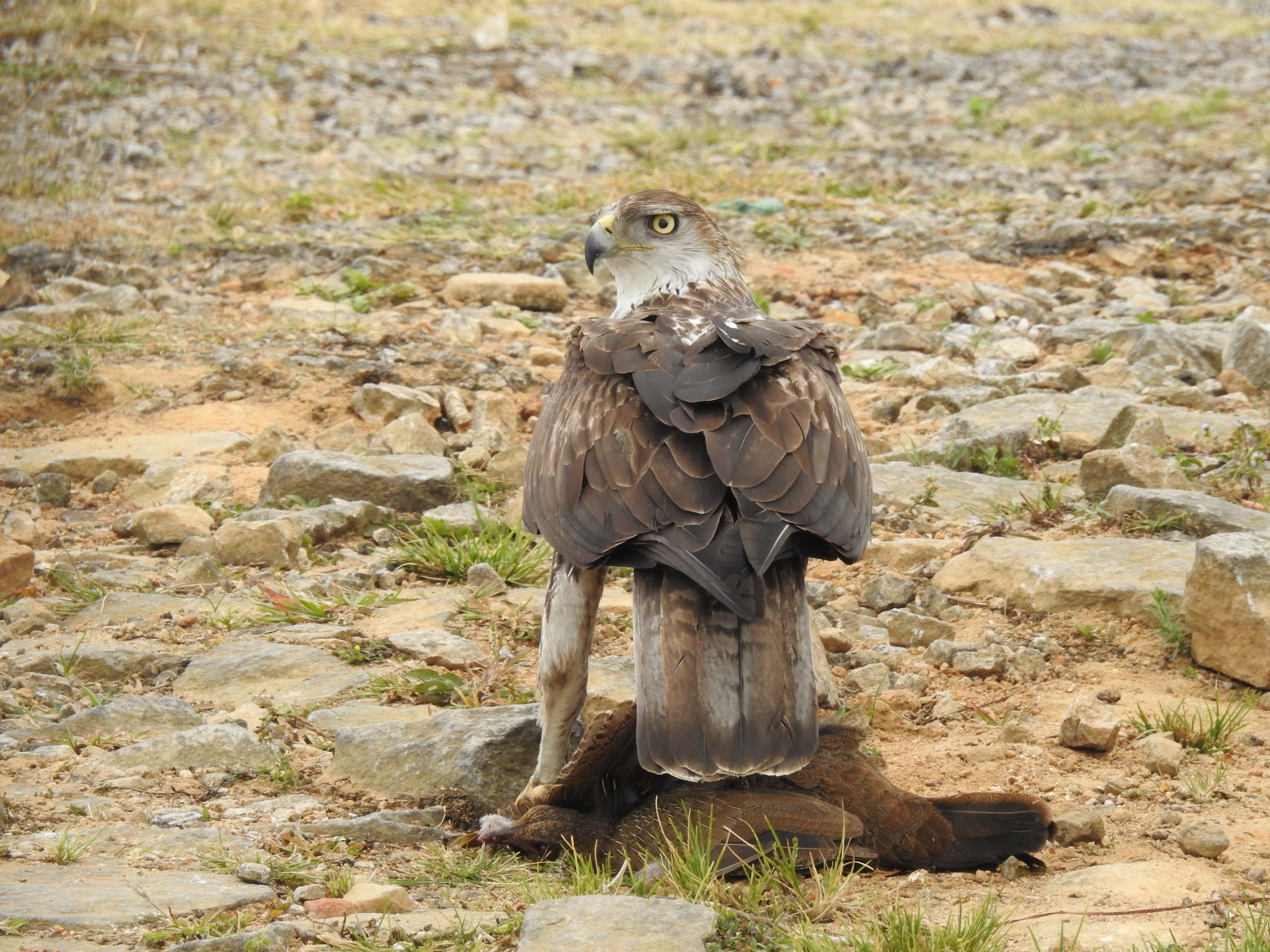
Aigle de Bonelli ayant capturé une Poule de Sonnerat. Les galliformes comme cette poule forment une part importante du régime de l'aigle quand ils sont disponibles.

La deuxième proie la plus fréquente de l'Aigle de Bonelli est la Perdrix rouge (Alectoris rufa). Bien qu'elle soit parfois capable d'échapper à la vigilance de l'aigle, cette perdrix se trouve souvent dans les mêmes zones de buissons que les lapins, et l'Aigle de Bonelli la capture de la même manière dès qu'il a l'avantage de la surprise. Une étude dans le sud-ouest de l'Espagne affirme qu'environ 383 perdrix[Combien ?] ont été capturées par les Aigles de Bonelli en un an,,. Dans les études sur la Catalogne, la Provence et le sud-ouest du Portugal, la Perdrix rouge représente respectivement 9,57 %, 11,6 % et 17,2 % des proies de l'Aigle de Bonelli,,. En-dehors de l'Europe de l'Ouest, les galliformes comme les perdrix semblent privilégiés plus que n'importe quel autre type de proie par l'Aigle de Bonelli quand ils sont disponibles. Dans l'île de Chypre, une étude sur 528 proies montre que la Perdrix choukar (Alectoris chukar) représente 31,4 % de ses proies. Plus d'une douzaine de galliformes ont été identifiés dans le régime alimentaire de l'Aigle de Bonelli en Asie, et plus d'une demi-douzaine de genres différents apparaissent dans certaines études sur son régime en Inde,,. Parfois, un Aigle de Bonelli peut s'attaquer à un Paon bleu (Pavo cristatus) adulte bien que ce dernier puisse peser jusqu'à 6 kg. Dans les petites îles de la Sonde, des témoignages oculaires indiquent que les principales proies de l'Aigle de Bonelli sont probablement le Coq de Java (Gallus varius) sauvage (introduit dans certaines îles) et le Coq domestique (Gallus gallus domesticus).
En plus des galliformes, les pigeons représentent une autre part importante des oiseaux chassés par l'Aigle de Bonelli. Les deux plus grandes espèces de pigeons d'Europe, le Pigeon biset (Columba livia) et le Pigeon ramier (Columba palumbus) sont quasiment les seuls représentants de ce groupe chassés par l'aigle quand ils sont disponibles. Au sud-ouest du Portugal, les pigeons ont dépassé les lapins (décimés par les maladies) pour devenir les proies principales de l'Aigle de Bonelli. Là, on a tenté de faire la part des pigeons sauvages et des pigeons domestiques chassés (les colombophiles persécutent souvent l'Aigle de Bonelli, l'accusant de faire de gros dégâts chez leurs pigeons domestiques). Sur les 1 497 proies, les pigeons sauvages représentaient 30,1 % du nombre et 26 % de la biomasse, tandis que les pigeons domestiques ne représentaient que 9,7 % des proies et 7,2 % de la biomasse. En Catalogne, des pigeons non identifiés représentaient 17,8 % des proies et 17,4 % de la biomasse, tandis que les Pigeons ramiers identifiés représentaient 6,24 % du nombre de proies et 6,54 % de la biomasse, mais une autre étude plus petite[pas clair] au même endroit indique que les Pigeons ramiers représentent 11,3 % des 524 proies étudiées,. À Chypre, les deux espèces confondues (biset et ramier) représentent 27,7 % du régime alimentaire de l'aigle.

### Autres oiseaux
D'autres oiseaux de taille moyenne sont largement chassés par l'Aigle de Bonelli. En Europe de l'Ouest, de manière surprenante, il se nourrit volontiers de Goéland leucophée (Larus michahellis), qui pèse environ 1,119 kg, avec une taille assez importante par rapport à celle de l'aigle. Parmi les 2 742 proies étudiées en Provence, ce goéland arrive à la seconde place après le lapin en nombre de proies et représente 14,6 % du régime alimentaire de l'aigle,. D'autres goélands peuvent être chassés par l'Aigle de Bonelli, ainsi que divers autres oiseaux aquatiques comme les Rallidae, l'Œdicnème criard (Burhinus oedicnemus), le Vanneau huppé (Vanellus vanellus), les Scolopacidae, les procellariiformes, le cormoran ou le héron,,,,,. Les oiseaux aquatiques chassés par l'Aigle de Bonelli présentent une grande diversité de tailles et de poids, du Chevalier guignette (Actitis hypoleucos, 48 g) ou du Grèbe castagneux (Tachybaptus ruficollis, 174 g), jusqu'à des adultes de Tantale indien (Mycteria leucocephala, 3,18 kg), d'Oie cendrée (Anser anser, 3,31 kg, mais cette dernière aurait été capturée après avoir été blessée par un tir en Inde) ou de Grue cendrée (Grus grus, 5,5 kg),,,,.
Au moins une douzaine de corvidés, jusqu'au Grand Corbeau (Corvus corax, 1,1 kg), font partie des proies de l'Aigle de Bonelli sur une distribution très large,,. En Provence, la Pie bavarde (Pica pica) et le Choucas des tours (Coloeus monedula) représentent respectivement 10,17 % et 9,95 % du régime alimentaire de l'Aigle de Bonelli. Au Portugal, le Geai des chênes (Garrulus glandarius) représente 7,5 % du nombre de proies mais seulement 2,7 % de la biomasse. Les corvidés représentent la part la plus importante du régime de l'Aigle de Bonelli en Géorgie, 12,3 % de son régime alimentaire étant composé de Pies bavardes (majoritairement des jeunes) et 10,76 % de Corneilles noires (Corvus corone). Dans les îles Égéennes en Grèce, la Corneille noire représente 14,1 % du nombre de proies et 8,8 % de la biomasse, et au sud de la Turquie et sur l'île de Chypre, le Choucas des tours représente 7,6 % du régime alimentaire,. L'Aigle de Bonelli chasse aussi d'autres types d'oiseaux, généralement en petites quantités, comme les coucous, les Apodidae, les outardes, l'Engoulevent d'Europe, le Guêpier d'Europe (Merops apiaster), le Rollier d'Europe (Coracias garrulus), la Huppe fasciée (Upupa epops), les pics et les psittaciformes,,,,,,,. Parmi les passereaux, qui arrivent derrière les corvidés quant au nombre de proies, l'Aigle de Bonelli chasse des alouettes (jusqu'à 11 % de son régime alimentaire en Géorgie) ainsi que la Pie-grièche méridionale (Lanius meridionalis), les hirondelles, l'Accenteur mouchet (Prunella modularis), les gobe-mouches (au moins dix espèces différentes), les grives, le Pipit farlouse (Anthus pratensis), les étourneaux, les bruants, les pinsons et bouvreuils et le Moineau domestique (Passer domesticus),,,,,,,,,,,,.
Au total, plus de 130 espèces d'oiseaux peuvent être chassées par l'Aigle de Bonelli, et les oiseaux en général forment la plus grande part de son régime alimentaire : 69,5 % des proies et 80,97 % de la biomasse dans le sud de la France, 67,7 % en Géorgie et 62,6 % en Catalogne,,,,,.

### Autres proies
En-dehors du Lapin de garenne et des autres lagomorphes, les mammifères constituent rarement une part importante du régime alimentaire de l'Aigle de Bonelli. Quelques rongeurs peuvent constituer localement des proies secondaires. L'Écureuil roux (Sciurus vulgaris), avec un poids moyen estimé à 241 g en Espagne, est indiqué comme faisant partie des proies de l'Aigle de Bonelli dans toutes les études en Europe de l'Ouest ; les études en Provence font état de 130 écureuils capturés,. Le Rat noir (Rattus rattus), d'une taille similaire à l'Écureuil roux avec un poids d'environ 200 g, est une proie secondaire importante dans les îles du sud et de l'est de la Grèce, et même la seconde proie la plus fréquente sur l'île de Chypre (15,5 % des 528 proies étudiées) et la cinquième dans les îles Égéennes,. Dans le nord-ouest de l'Afrique, le Gros rat des sables (Psammomys obesus), un autre rongeur de taille équivalente, est une proie appréciée de l'Aigle de Bonelli. Parmi les autres rongeurs capturés par l'aigle, des études ont recensé d'autres écureuils, le Goundi de l'Atlas (Ctenodactylus gundi), plusieurs espèces de souris, des campagnols, des loirs et des rats-taupes,,,,,.
En plus des rongeurs et de certaines espèces de hérissons, l'Aigle de Bonelli peut s'attaquer à d'autres proies parfois très grandes, mais les capture rarement. Il attaque parfois les petits de certains ongulés comme l'Antilope cervicapre (Antilope cervicapra), le Chinkara (Gazella bennettii), la chèvre ou le mouton domestique,,. Sur les îles Égéennes, l'Aigle de Bonelli capture vivants de petits chevreaux pour les rapporter au nid ; ils y représentent 8,5 % des proies et 24,3 % de la biomasse.
L'Aigle de Bonelli peut aussi s'attaquer à des carnivores comme le Renard roux (Vulpes vulpes) ou le Chat sauvage d'Europe (Felis silvestris silvestris), probablement surtout leurs petits, en Europe de l'Ouest, ainsi qu'à la Fouine (Martes foina) ou certaines belettes. En Inde, il peut s'attaquer au Renard du Bengale (Vulpes bengalensis),,,. En France et en Espagne, les mammifères en général représentent respectivement 34,8 % et 26,1 % de son régime alimentaire, et 15,4 % en Géorgie,,,.
Les reptiles sont généralement des proies plus secondaires. Bien qu'il chasse parfois les serpents, l'Aigle de Bonelli semble préférer les lézards. Sur l'île de Chypre, le Stellion (Stellagama stellio) représente 5,9 % de son régime alimentaire, tandis qu'en Géorgie, différents reptiles non identifiés du genre Lacerta représentent 10,76 % du régime alimentaire, et les reptiles en général 16,9 % des proies. Des spécimens adultes relativement grands de Lézard ocellé (Timon lepidus), pesant en moyenne 228 g, représentent 7,05 % des proies et 3,9 % de la biomasse en Catalogne,,. Le Varan du désert (Varanus griseus), et probablement d'autres espèces de varans, représente une proie importante pour l'Aigle de Bonelli dans plusieurs régions de l'Inde,,. Plus rarement, l'aigle peut se nourrir de crapauds et peut-être de quelques autres amphibiens. Il peut aussi consommer des insectes et autres invertébrés, mais probablement involontairement, ces derniers se trouvant dans l'estomac d'autres proies,.

### Concurrence et prédation inter-spécifiques

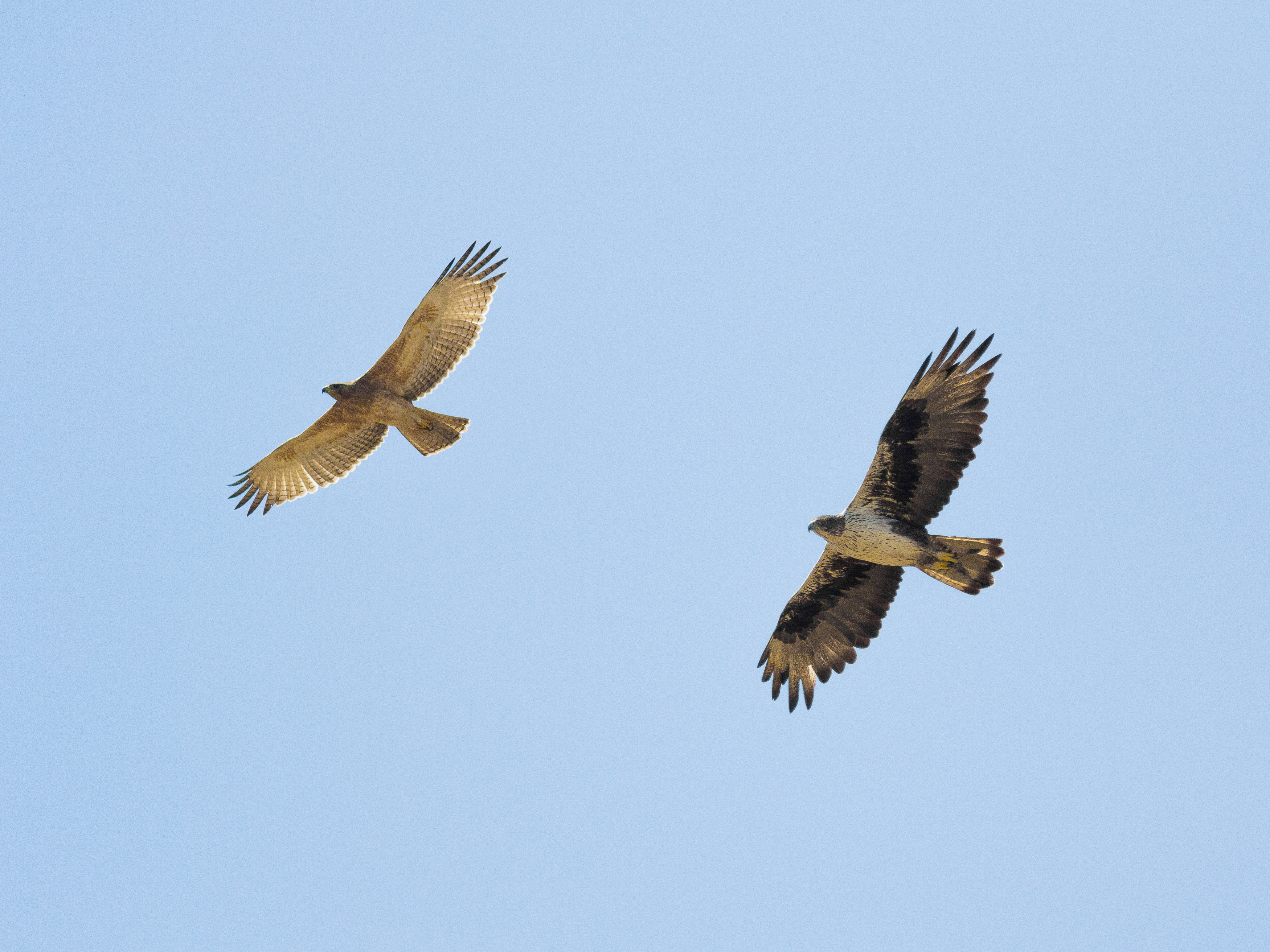
Les autres rapaces font concurrence à l'Aigle de Bonelli mais les conflits entre membres de l'espèce sont plus fréquents. Ici un adulte repoussant un juvénile hors de son territoire.

L'Aigle de Bonelli partage souvent son territoire avec d'autres aigles et prédateurs concurrents. Son concurrent le plus direct de l'Europe au Moyen-Orient est son cousin l'Aigle royal. Leurs préférences sont similaires en matière d'habitat, les deux espèces appréciant les zones rocheuses, bien que l'Aigle royal préfère des altitudes un peu plus élevées, comme la toundra alpine ; cependant, il peut s'adapter à d'autres altitudes plus basses tant que son habitat est favorable et qu'il n'est pas dérangé,. La concurrence entre les deux aigles a été étudiée en Espagne dans la Sierra Morena. Les deux espèces s'excluent mutuellement de leur territoire, et leurs habitudes alimentaires sont similaires, cependant l'Aigle de Bonelli chasse davantage les oiseaux et l'Aigle royal les lapins. La distance moyenne entre nids, sur un territoire de 2 200 km2, est de 10,2 km pour huit couples d'Aigles royaux, et de 11,4 km pour dix couples d'Aigles de Bonelli. Les deux espèces peuvent coexister sur des territoires assez grands, grâce à l'existence d'une ségrégation trophique (par la taille, et l'Aigle de Bonelli se spécialisant dans les oiseaux) et l'intervalle entre les périodes de reproduction, des mécanismes naturels permettant la coexistence des deux espèces dans les montagnes,. Des cas d'Aigles royaux prenant le territoire des Aigles de Bonelli ont été rapportés, mais l'Aigle royal ne prenait le territoire de l'Aigle de Bonelli qu'après la disparition de ce dernier (probablement due aux humains), pas par usurpation. L'Aigle royal pose cependant quelques problèmes, en attaquant et refoulant les Aigles de Bonelli juvéniles, et a tendance à être dominant en raison de sa plus grande taille. Cela compromet sûrement les possibilités pour l'Aigle de Bonelli d'étendre son territoire après un déclin, et stabilise sa population,,,,. Plus à l'est, en Israël, l'Aigle royal est aussi en compétition avec l'Aigle de Bonelli. Dans le désert très sec du Néguev, les nids d'Aigles royaux se trouvent à environ 13,1 km de distance les uns des autres et les nids d'Aigles de Bonelli sont très éparpillés. Dans le désert de Judée, plus arrosé et plus riche en proies, les nids d'Aigles royaux se trouvent à 16,1 km de distance les uns des autres, et ceux des Aigles de Bonelli sont bien plus nombreux. Apparemment, la prédominance de l'Aigle de Bonelli sur cet aigle plus grand à cet endroit est exceptionnelle et due à des variations topographiques subtiles de leur habitat. En Espagne, l'Aigle de Bonelli partage les falaises avec l'Aigle royal mais aussi avec le Faucon pèlerin (Falco peregrinus), le Corbeau familier (Corvus splendens), le Hibou grand-duc (Bubo bubo) et trois espèces de vautours. Les aigles ont tendance à dominer les rapaces plus petits la plupart du temps, même les rapides Faucons pèlerins. Cependant, le Vautour fauve (Gyps fulvus) semble habitué à usurper le territoire et les nids des autres rapaces, et expulse les Aigles royaux, les Gypaètes barbus (Gypaetus barbatus) et les Percnoptères (Neophron percnopterus) de leurs nids, ainsi que de neuf des vingt-trois nids d'Aigles de Bonelli dans la zone d'étude. Malgré une apparente dominance sur les Faucons pèlerins, au moins trois d'entre eux ont été observés usurpant les nids des Aigles de Bonelli, probablement après un long harcèlement, en Espagne. En plus de l'Aigle royal, du Faucon pèlerin et du Vautour fauve, la Chouette hulotte (Strix aluco) s'empare également d'anciens nids d'Aigles de Bonelli.
Les Lapins de garenne ont plusieurs prédateurs sur la péninsule Ibérique, au moins trente espèces différentes sont connues pour chasser ces animaux autrefois nombreux,,. En plus de la concurrence avec l'Aigle royal, d'autres oiseaux de proie chassant les lapins sont en concurrence, mais se distinguent par leurs préférences en matière d'habitat, leurs techniques de chasse et leurs horaires d'activité. Les prédateurs spécialisés dans les lapins sont le Lynx pardelle (Lynx pardinus) pour les mammifères, et pour les oiseaux l'Aigle de Bonelli, l'Aigle royal, l'Aigle ibérique (Aquila adalberti) et le Hibou grand-duc,,,,,. Une étude comparative indique que le régime alimentaire de l'Aigle royal est composé à 40 % de lapins, celui du Hibou grand-duc l'est à 49 %, celui de l'Aigle ibérique à 50 % et celui de l'Aigle de Bonelli à 60 %. Ailleurs, on estime qu'il y a davantage de lapins dans le régime alimentaire de l'Aigle royal et celui de l'Aigle ibérique,. La taille moyenne des lapins capturés suit plus ou moins celle de leurs prédateurs : 662 g pour l'Autour des palombes, 857 g pour l'Aigle de Bonelli, 1 000 g pour le Hibou grand-duc et 1 360 g pour l'Aigle royal,,,.
Avec l'Autour des palombes, l'Aigle royal et le Hibou grand-duc, l'Aigle de Bonelli est considéré comme un superprédateur en Europe, car il chasse d'autres prédateurs. Cependant, il est moins souvent en position de superprédateur que l'Autour des palombes (considéré comme le principal prédateur d'autres rapaces dans les études), l'Aigle royal (principal prédateur de mammifères méso-prédateurs) et le Hibou grand-duc (principal prédateur d'autres rapaces nocturnes). Cependant, il chasse assez souvent d'autres rapaces diurnes : selon une analyse, il en attrape plus régulièrement que l'Aigle royal en Europe,. Parmi les autres Accipitridae chassés par l'Aigle de Bonelli, on trouve l'Aigle lancéolé (Clanga hastata), la Bondrée apivore (Pernis apivorus), le Milan royal (Milvus milvus), le Milan noir (Milvus migrans), le Busard des roseaux (Circus aeruginosus), le Busard cendré (Circus pygargus), le Busard Saint-Martin (Circus cyaneus), l'Épervier d'Europe (Accipiter nisus), l'Épervier shikra (Accipiter badius), l'Autour des palombes, la Buse féroce (Buteo rufinus) et la Buse variable (Buteo buteo),,,,,,. Il chasse aussi les faucons comme le Faucon crécerelle (Falco tinnunculus), le Faucon crécerellette (Falco naumanni) et le Faucon pèlerin. Parmi les rapaces nocturnes, il chasse la Chouette hulotte (Strix aluco), la Chevêche d'Athéna (Athene noctua), le Hibou moyen-duc (Asio otus) et le Hibou des marais (Asio flammeus). Il a aussi été vu au moins une fois s'attaquant à un Hibou grand-duc adulte,,,,,.
Malgré son statut de superprédateur, et comme la plupart de ces superprédateurs en cas de concurrence, l'Aigle de Bonelli peut également être victime d'autres prédateurs. Le Hibou grand-duc a été vu s'attaquant aux petits de l'Aigle de Bonelli au nid, et au moins une fois à un adulte,. Dans un cas, un Aigle royal juvénile a été vu s'attaquant à un Aigle de Bonelli adulte. La Fouine s'attaque également aux nids de l'Aigle de Bonelli pour manger ses œufs en Espagne.

## Reproduction

### Formation des couples et répartition des nids

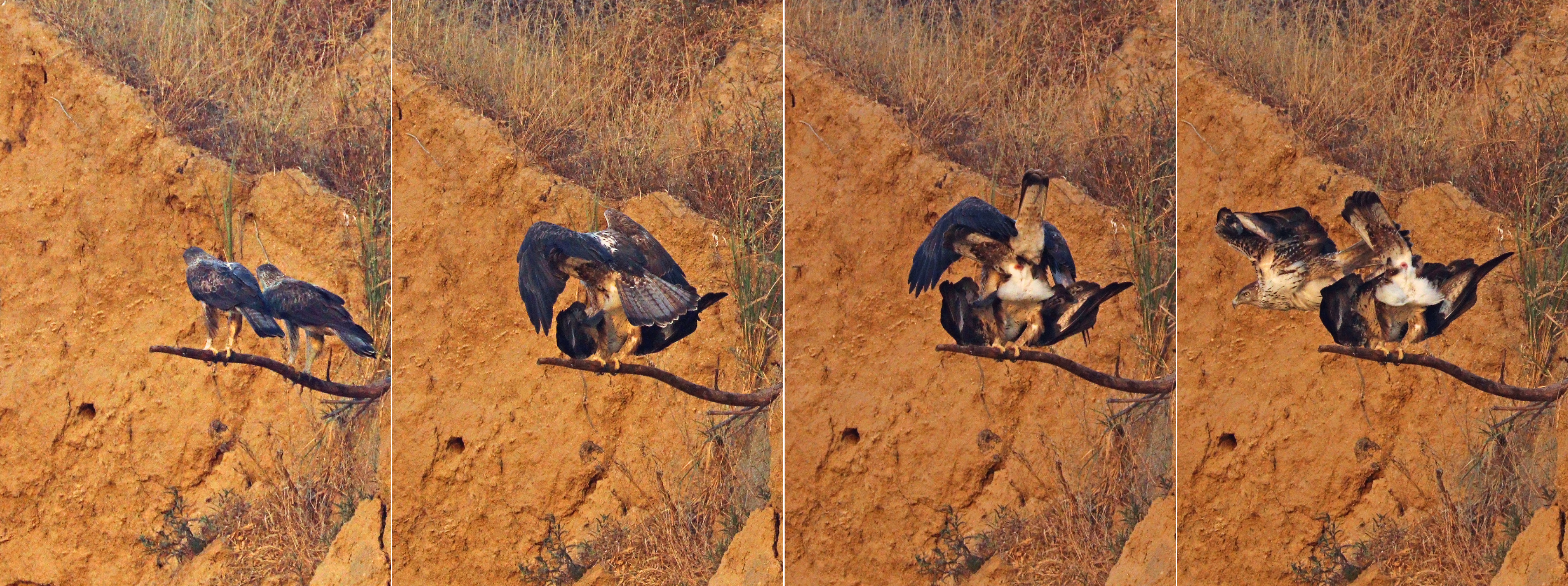
Accouplement d'Aigles de Bonelli sur la rive de la rivière Chambal dans l'Uttar Pradesh en Inde.

Comme beaucoup d'oiseaux de proies, l'Aigle de Bonelli vit solitairement ou en couple. Les couples se forment généralement pour la vie. Les territoires des couples sont définis et maintenus par des manifestations aériennes, avec des cris, des vols circulaires seul ou en couple, et plus fréquemment par des ballets aériens. Pendant les ballets aériens de l'Aigle de Bonelli, l'un des membres du couple plonge en piqué d'une grande hauteur, les ailes presque rabattues, avant de virer et s'élever à nouveau les ailes raides, puis voler en cercle pour reprendre son altitude d'origine, et plonger à nouveau. Cette séquence peut être répétée de cinq à dix fois. De temps en temps, pour chasser un intrus de son territoire, l'Aigle de Bonelli peut aller jusqu'à le saisir avec ses serres,. Les ballets aériens ont lieu jusqu'à l'incubation et au début de la vie des poussins, mais sont moins fréquents à cette période. En Espagne, la surface du territoire d'un couple est estimée à 44,2 km2, mais seulement 27,3 % de ce territoire sont utilisés en moyenne,. Au Portugal, le territoire d'un couple peut aller jusqu'à 130 km2. Sur l'île de Chypre, la distance moyenne entre deux nids est estimée à 7,4 km, avec entre 0,52 et 0,65 couple par 100 km2. Au contraire de beaucoup d'autres espèces de rapaces, il a été établi qu'il n'y a pas de corrélation significative entre la densité de population des proies principales de l'Aigle de Bonelli et la distance moyenne entre couples voisins. En cas de mort ou de disparition d'un des membres du couple, le survivant lui trouvera rapidement un remplaçant ; des adultes ont même été observés en train de se reproduire avec des immatures.

### Nid et reproduction

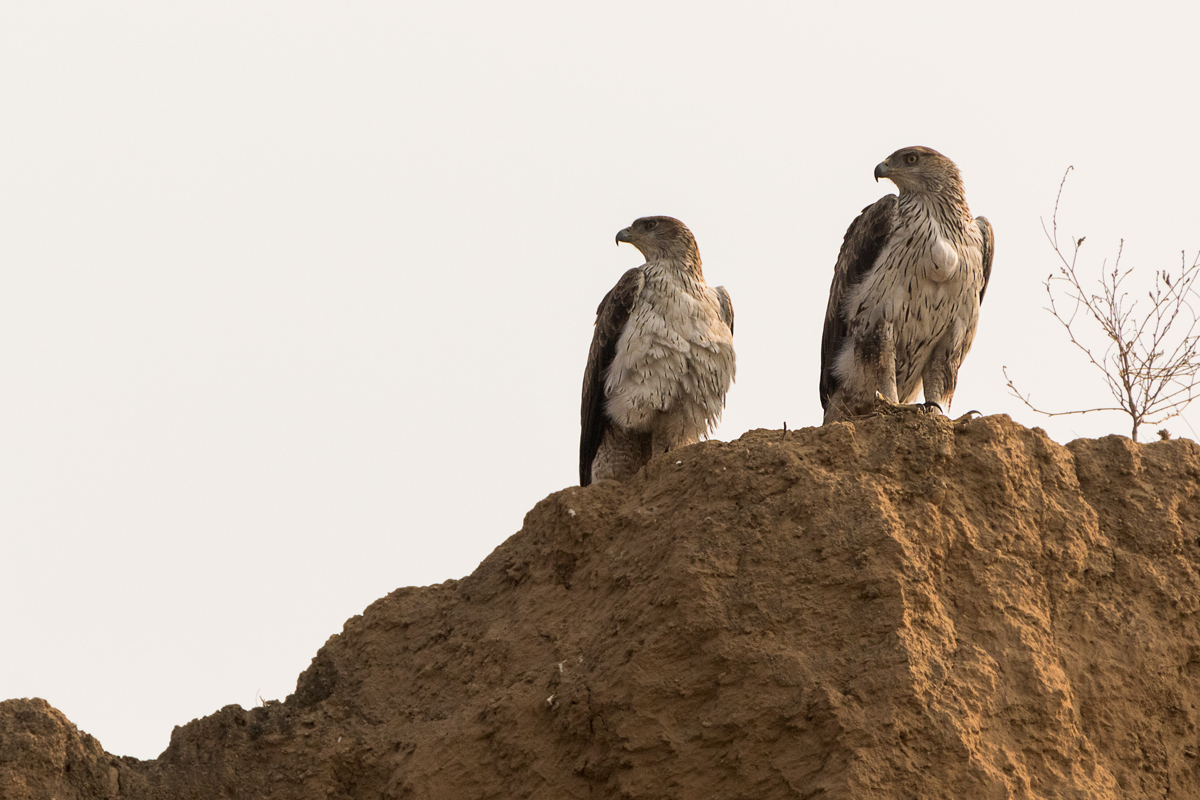
Couple d'Aigles de Bonelli.

La période de reproduction de l'Aigle de Bonelli dure de fin janvier ou février à juillet dans l'ouest de son aire de distribution, et de novembre à août ou septembre, avec un pic de décembre à mai, sur le sous-continent indien et en Birmanie. Les deux membres du couple peuvent rester à proximité de l'aire pendant deux ou trois mois avant de se reproduire. Le nid est fait d'une grande structure de branches et de brindilles et est à peine plus petit que ceux construits par des aigles deux fois plus grands que l'Aigle de Bonelli, mais rarement aussi profond que les vieux nids des plus grands aigles. Souvent, le nid cache complètement la femelle, si l'observateur ne se trouve pas au moins à la même hauteur, voire plus haut, que le nid. La taille moyenne du nid peut atteindre 1,8 m de largeur et 60 cm de profondeur, mais après avoir été réutilisé, il peut s'élargir jusqu'à 2 m dans toutes les directions, avec un record en Inde d'un nid de 2,4 m de haut. Les nids placés dans les arbres sont en moyenne plus larges que ceux dans les falaises,,. Un nid dans le parc national de Gir en Inde a été réutilisé périodiquement pendant trente ans. L'Aigle de Bonelli peut décorer son nid avec de la verdure, mais moins fréquemment, et moins intensément quand c'est le cas, que beaucoup d'autres oiseaux de proie.
Le nid est souvent placé haut sur les falaises, ou entre 5 et 40 m de hauteur (généralement au-dessus de 10 m) du sol dans les arbres. Beaucoup plus rarement, le nid peut se trouver à proximité de bâtiments. Quand le nid est dans un arbre, celui-ci est généralement le plus grand ou celui qui a le feuillage le plus dense de la zone,. Le proche cousin de l'Aigle de Bonelli, l'Aigle fascié, construit de préférence son nid dans les arbres, et utilise rarement les escarpements rocheux, contrairement à l'Aigle de Bonelli. Historiquement, partout dans l'ouest de sa distribution géographique, l'Aigle de Bonelli a été considéré comme nichant presque exclusivement dans les pentes de divers environnements rocheux, que ce soient les montagnes, les canyons des vallées escarpées de rivières, les éboulis ou les falaises côtières. Cependant, une étude au sud-ouest du Portugal a relevé jusqu'à 52 nids d'Aigles de Bonelli dans des arbres, souvent des Eucalyptus communs (Eucalyptus globulus, 44,2 % des nids) ou des Chênes-lièges (Quercus suber, 21,2 %) ; certains étaient dans de petits arbres, voire des arbustes comme l'Arbousier (Arbutus unedo). La hauteur moyenne des nids dans cette étude est de 23,9 m. L'étude a également déterminé que 67,3 % de ces nids étaient situés sur les pentes des collines et que la branche la plus basse se trouvait à 4,5 m de hauteur, sûrement pour empêcher des prédateurs terrestres d'atteindre le nid. En 2017, l'augmentation de l'utilisation des arbres pour la nidification a permis une considérable augmentation de la population d'aigles au sud-ouest du Portugal. Dans les années 1990, un nid d'Aigles de Bonelli dans un arbre a été observé pour la première fois en Catalogne, et un autre dans le sud de la France,. En Inde, l'Aigle de Bonelli semble pouvoir s'adapter à des nids aussi bien sur les falaises que dans les arbres. Dans des endroits comme le Maharashtra ou les Ghats occidentaux, il ne niche que partiellement dans les arbres, tandis que sur le plateau du Deccan, la plaine indo-gangétique et les pentes de l'Himalaya, les Aigles de Bonelli alternent entre les falaises et de grands arbres comme le Fromager rouge (Bombax ceiba), le Figuier des pagodes (Ficus religiosa), le Jamelonier (Syzygium cumini) et certains arbres du genre Dalbergia. En Inde, l'Aigle de Bonelli niche parfois près des habitations s'il n'est pas trop dérangé, comme dans la région du Saurashtra ou dans l'Himalaya, généralement dans des pins (Pinus roxburghii) près des villages. Au Pakistan, l'Aigle de Bonelli est connu pour nicher dans les falaises côtières. Dans les zones désertiques de l'Inde, il niche dans des collines rocheuses relativement basses, et son nid est alors relativement facile d'accès,. Sur l'île de Chypre, 70 % des nids d'Aigles de Bonelli se trouvent dans des Pins de Calabre (Pinus brutia), à une altitude moyenne de 625 m.
L'Aigle de Bonelli utilise souvent le même nid d'une année à l'autre, mais des nids alternatifs peuvent aussi être utilisés : un couple peut construire entre un et cinq nids sur son territoire. Comme pour d'autres rapaces, la construction de nids alternatifs peut être une stratégie pour éviter les ectoparasites dans le nid,. La construction d'un nouveau nid prend environ un mois.

### Développement des jeunes

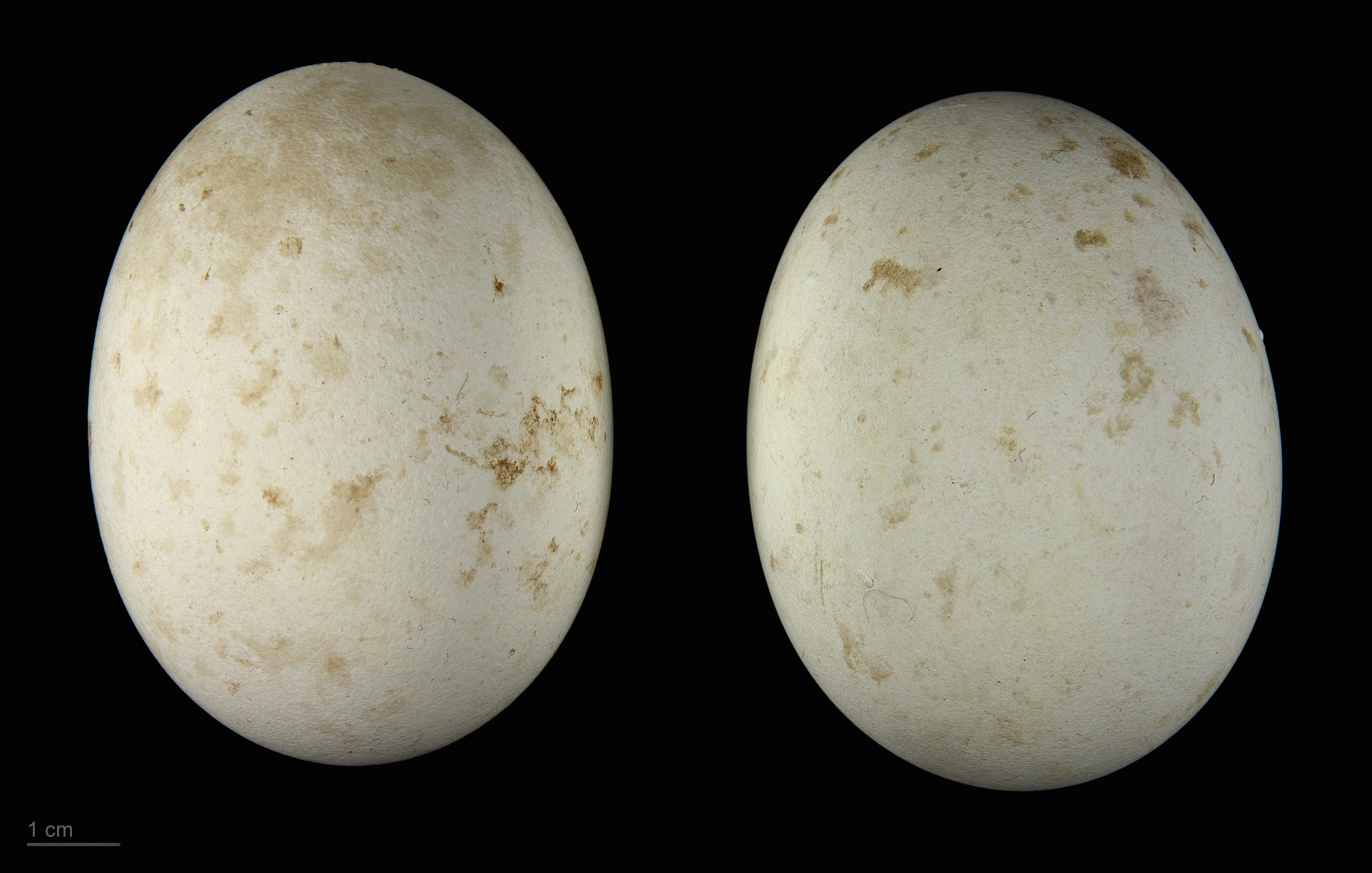
Deux œufs d'une même ponte d'Aigle de Bonelli.

La ponte produit généralement deux œufs, mais il n'est pas rare qu'il n'y en ait qu'un seul. Il est rare qu'il y ait trois œufs dans la même ponte, mais il y a désormais quelques observations qui en font état, et même de trois aiglons de grande taille vus dans un nid,. Les œufs sont blancs avec quelques taches ou striures brunes. Sur 120 œufs étudiés, leur hauteur a été mesurée entre 62 mm et 76,5 mm avec une moyenne de 69 mm, et leur diamètre entre 48 mm et 57 mm avec une moyenne de 54 mm. Le pic des pontes a lieu entre février et avril en France, en janvier en Afrique du Nord ; en Inde, il a lieu de décembre à avril, parfois jusqu'en mai dans l'Himalaya,,. L'incubation dure de 37 à 41 jours en Europe, 40 à 45 jours sur le sous-continent indien,. Dans 90 % des cas, la femelle couve les œufs pendant que le mâle lui rapporte de la nourriture.

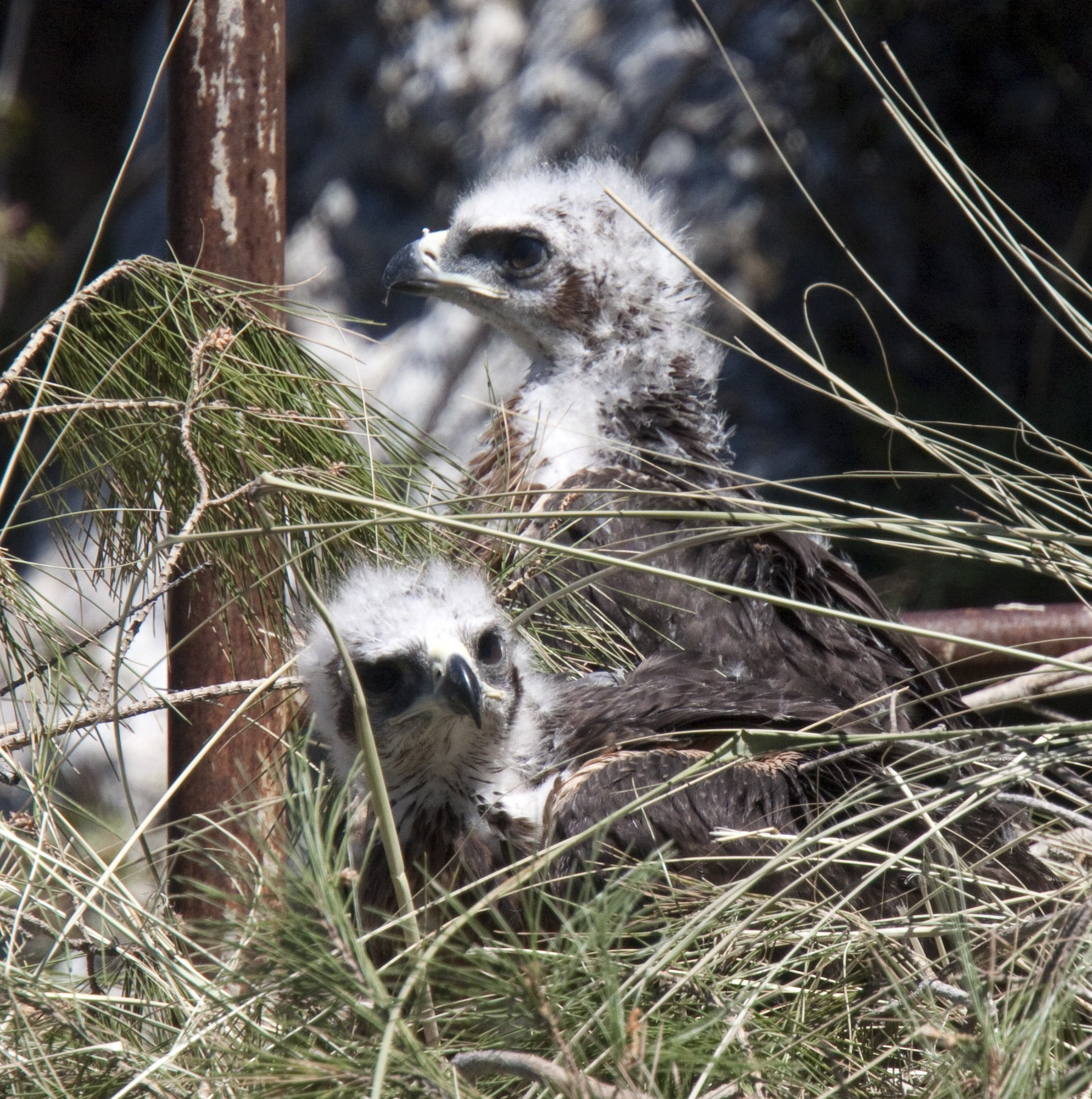
Deux aiglons au nid.

À l'éclosion, les petits n'ont pas de plumes ; les premières plumes apparaissent entre 25 et 35 jours, et ils sont couverts de plumes vers 45 jours. À ce moment, ils sont normalement capables de se nourrir seuls, mais leur rythme d'apprentissage peut varier. Ils sont capables de s'envoler entre 56 et 65 jours, plus rarement à 70 jours,. L'âge moyen du premier envol est estimé à 63 jours en Espagne. La femelle couve les petits environ 90 % du temps les deux premières semaines après la première éclosion, mais cela baisse à 50 % dès la fin de ces deux semaines. Elle attaque les prédateurs potentiels qui s'approchent du nid, y compris les autres rapaces. Sur le sous-continent indien, on a vu des Aigles de Bonelli repousser loin de leurs nids des bondrées orientales (Pernis ptilorhynchus), des Serpentaires bacha (Spilornis cheela), des Gypaètes barbus (Gypaetus barbatus) et plusieurs espèces de vautours du genre Gyps, ainsi que des corvidés, tandis que la présence d'Entelles (Semnopithecus entellus) provoque une réaction de défense brutale. Cependant, et contrairement à l'Aigle fascié, l'Aigle de Bonelli attaque rarement les humains près de son nid,. Le mâle aide parfois à couver, et plus rarement à nourrir les petits. Les parents font des réserves de nourriture au début de la couvaison, mais elles s'épuisent rapidement, et il en reste rarement quand la croissance des aiglons s'accélère,. La femelle reste près du nid même après la fin de la période de couvaison. Cependant, quand les petits sont prêts à voler, elle reprend la capture de proies plus tôt que la plupart des autres aigles. Dans le dernier tiers de la période après l'envol, les parents sont plus rarement au nid, à part pour apporter de la nourriture. Les aiglons sont dépendants d'eux pendant huit à onze semaines, mais cela peut varier de cinquante à plus de cent-vingt jours selon les individus. Des recherches sur les conditions de vie et la composition de l'habitat ont montré que les variations de la période de dépendance sont liées à la qualité de l'habitat et à la compétence des parents ; cependant, la forme physique des jeunes ne semble pas jouer un rôle significatif. Les aiglons semblent s'affranchir des soins de leurs parents indépendamment,,,,,.

### Dispersion des jeunes

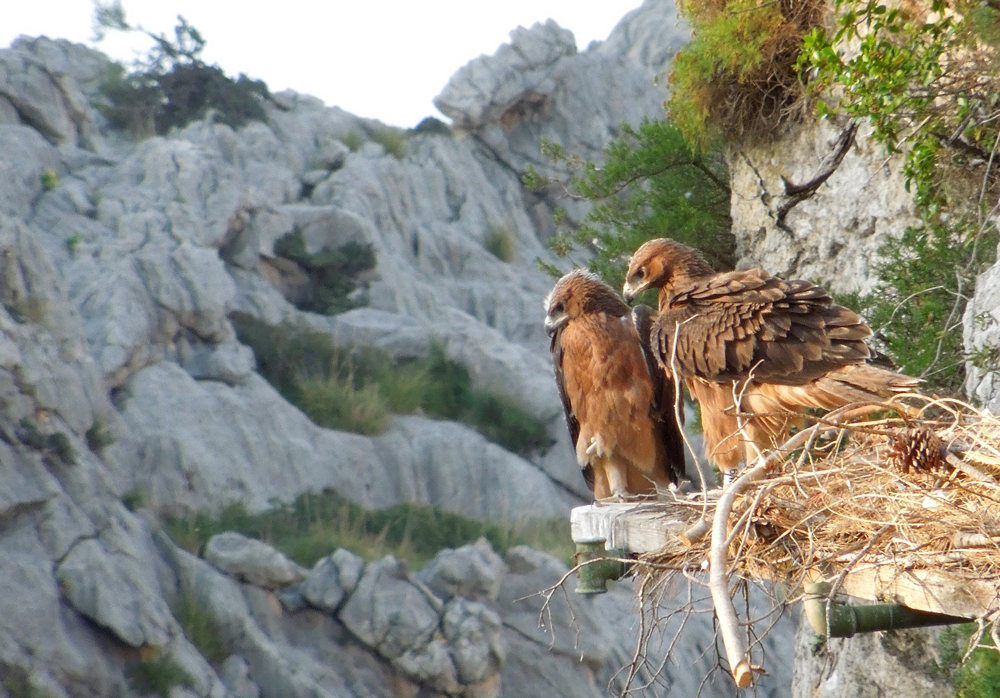
Jeunes Aigles de Bonelli au nid.

L'une des phases les plus importantes du cycle de vie de l'Aigle de Bonelli est la dispersion des jeunes. Cette étape a été largement étudiée en Europe de l'Ouest et a révélé des variations surprenantes entre individus. Cette dispersion a lieu à un âge moyen de 142 jours (parfois jusqu'à 163 jours), et la distance entre le nid d'origine et la zone où l'aigle s'établit va de 50 à 536 km. En France, cette distance est en moyenne de 158 km. Durant ces études, les jeunes aigles ont été équipés de balises radio. Il a été établi, sur plusieurs groupes, que 58 % des individus d'un groupe de quarante-sept avaient survécu et que sur un autre groupe de sept, six avaient survécu,,. Cette dispersion sur de grandes distances pourrait aider au brassage génétique de l'espèce,,. Au moins vingt perchoirs de repos partagés par de jeunes Aigles de Bonelli en dispersion ont été repérés en Espagne, chacun abritant de deux à onze représentants de l'espèce avec une moyenne de 5,1 par perchoir. Les Aigles de Bonelli partagent ces lieux de repos avec des Aigles ibériques juvéniles (dans 91,4 % des cas) même si chaque espèce tend à se regrouper séparément dans différentes parties des arbres ou des arbustes. Plus sporadiquement, des membres d'autres espèces de rapaces viennent aussi occuper ces perchoirs au crépuscule.

### Succès de reproduction et causes des échecs

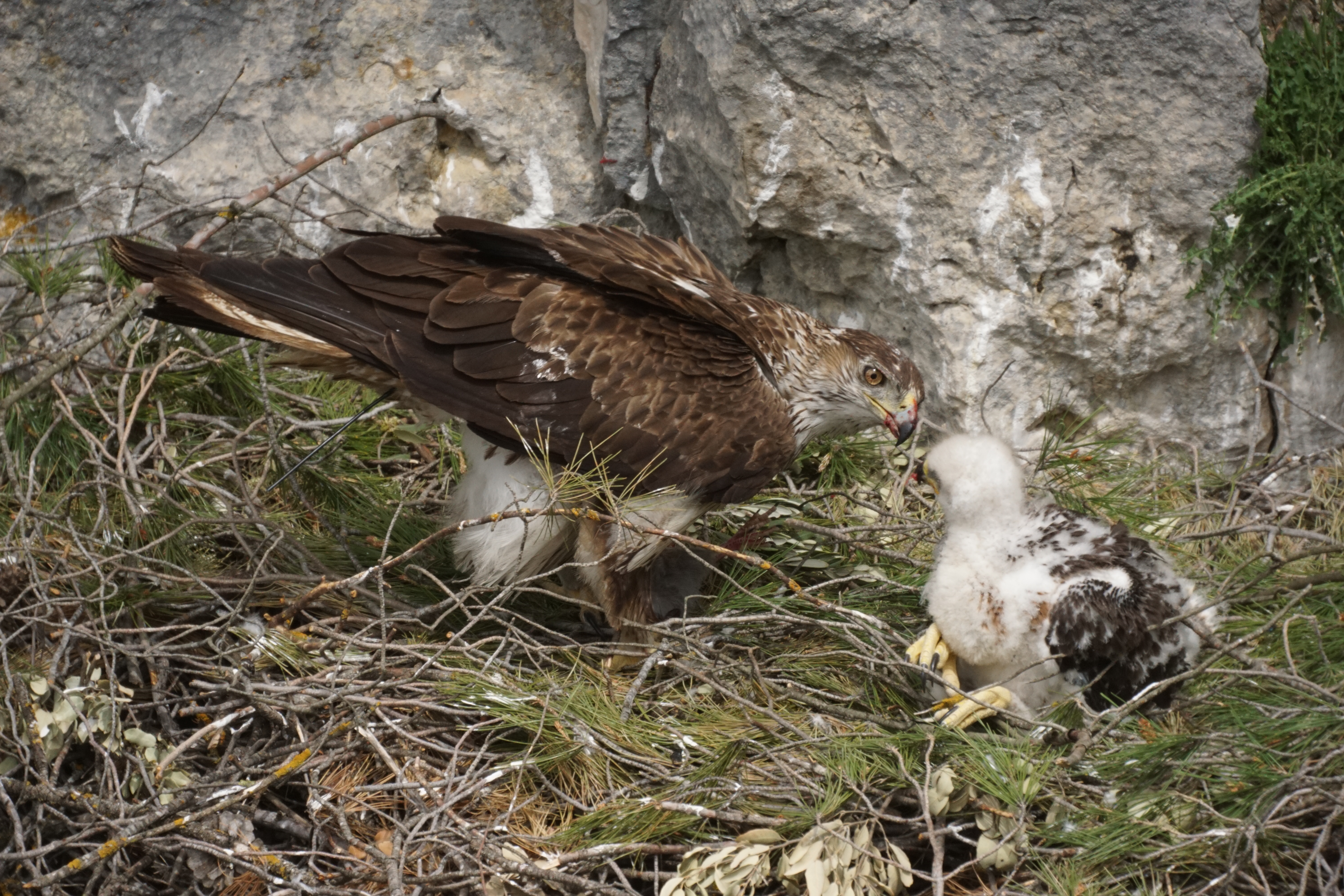
Aigle de Bonelli nourrissant son petit.

Le taux de succès de reproduction de l'Aigle de Bonelli varie énormément. Sur l'île de Chypre, on estime[Qui ?] qu'un couple produit en moyenne 1,44 juvénile. En Sicile, le taux de succès a varié entre 0,67 (dans les années 1990) à 1,37 (dans les années 2000 après des mesures de protection) et la fécondité des couples ayant réussi était de 1,42 dans les années 2000 et de 1,51 dans les années 1990,. Sur 1 506 tentatives de reproduction en Europe de l'Ouest, 67,5 % ont été couronnées de succès ; sur ces dernières, 39,8 % ont produit un juvénile, 59,7 % en ont produit deux et 0,5 % en ont produit trois,,.
Comme beaucoup de rapaces, l'Aigle de Bonelli est sujet au caïnisme, où le premier aiglon qui éclot attaque les plus jeunes, et peut finir par les tuer, voire les manger. Dans environ 20 % des nids, le second aiglon survit, le caïnisme n'est donc pas systématique chez cette espèce. La ponte et l'éclosion des œufs peut se désynchroniser en fonction de différents facteurs de stress comme le manque de nourriture, le dérangement ou les mauvaises conditions météorologiques, ce qui peut augmenter la probabilité de caïnisme,,. Quand un aiglon meurt, soit par caïnisme soit pour une autre raison, les parents peuvent parfois le manger. Il a été prouvé que les jeunes Aigles de Bonelli menacés peuvent survivre grâce à l'intervention humaine, s'ils sont retirés du nid pour être élevés en semi-captivité ou confiés à d'autres parents. En Inde, l'habitat et le nombre et le type de proies sont des facteurs déterminants pour le succès de la reproduction. Dans des zones protégées comme le parc national de Ranthambore, les couples produisent généralement deux jeunes, tandis que dans des habitats plus difficiles comme la division de Kumaon, ils n'en produisent qu'un. Le nombre de jeunes est principalement déterminé par la capacité de l'habitat à fournir des proies. Quinze heures après qu’un aiglon presque prêt à s'envoler avait été volé par les enfants d'un village en Inde, des chercheurs ont placé  dans le nid un autre aiglon qui a été accepté par les parents. Dans un cas similaire, un autre couple d'aigles en Inde a rejeté son aiglon après qu'il a été volé, mais après des tentatives répétées de le réintroduire dans le nid, il a fini par être réaccepté et s'est envolé avec succès. Quand des braconniers ont volé des aigles en Espagne, quelques couples sont parvenus à faire de nouvelles pontes pour remplacer leurs petits (avec deux œufs par ponte) 25 à 30 jours plus tard,. Une étude de 1 052 tentatives de reproduction en Europe de l'Ouest a démontré que des températures froides et une pluviométrie élevée pendant la nidification ont un effet négatif sur le succès de la reproduction. Dans le nord de l'Espagne où les températures sont plus fraîches qu'au sud, le taux moyen de succès est plus bas et les jeunes préfèrent se disperser vers le sud où le climat est plus chaud,.

## Taxonomie
Cette espèce a été décrite en 1815 par Franco Andrea Bonelli (1784-1830), grand ornithologue italien. Elle lui a été dédiée par Louis Vieillot (1748-1831) en 1822,.
L'Aigle de Bonelli appartient aux Aquilinae, une sous-famille monophylétique de la famille des Accipitridae. Cette sous-famille contient au moins 38 espèces qui ont en commun leurs tarses couverts de plumes,. L'Aigle fascié (Aquila spilogaster) était autrefois confondu avec l'Aigle de Bonelli, et la plupart des rapports jusque dans les années 1990 décrivaient l'espèce comme monotypique,, ; cependant, des différences morphologiques entre les deux espèces, ainsi que leur histoire et leurs aires de répartition largement distinctes, font qu'elles sont désormais considérées comme des espèces séparées. Malgré ces différences, l'Aigle fascié et l'Aigle de Bonelli présentent une grande similitude et sont considérés comme des espèces sœurs,.
Cependant, des études génétiques ont démontré que les deux espèces ne sont pas proches des autres espèces de la sous-famille des Aquilinae. Elles ont d'abord été classées dans le genre Hieraaetus (d'où l'ancien nom scientifique de Hieraaetus fasciatus pour l'Aigle de Bonelli), mais à la suite d'études génétiques récentes, elles ont été classées en 2014 dans le genre Aquila ; une autre espèce, l'Aigle de Cassin (Aquila africana), a également été classée dans ce genre,,. De manière plus surprenante, ces études ont montré que les trois espèces étaient génétiquement proches du complexe d'espèces de l'Aigle royal (Aquila chrysateos), qui comprend aussi l'Aigle de Verreaux (Aquila verreauxi), l'Aigle de Gurney (Aquila gurneyi) et l'Aigle d'Australie (Aquila audax). Toutes ces espèces sont cependant plus grandes, avec des ailes, des pattes et des queues de proportions différentes (adaptées à leurs milieux) et des plumages plus sombres. Il a été révélé que les quatre autres espèces du genre Aquila appartiennent à un complexe d'espèces différent, malgré des similarités avec le complexe d'espèces de l'Aigle royal, comme leur grande taille et leurs longues ailes, et leur plumage habituellement sombre,,,.
D'après la classification de référence (version 14.1, 2024) de l'Union internationale des ornithologues, l'Aigle de Bonelli possède 2 sous-espèces (ordre philogénique) :
- Aquila fasciata fasciata (Vieillot, 1822) : Eurasie ;
- Aquila fasciata renschi (Stresemann, 1932) : endémique des petites îles de la Sonde.

Cette dernière est plus petite et a des rayures plus marquées sur les rémiges et la queue. Le ventre et les cuisses sont également plus tachetés. Sa répartition très isolée a d'abord conduit les biologistes à penser qu'il s'agissait d'une espèce à part entière, mais des études plus récentes montrent que les différences entre A. f. renschi et A. f. fasciata ne sont pas assez importantes pour les considérer comme des espèces distinctes. De plus, les analyses les plus récentes n'excluent pas la possibilité que l'espèce ait été introduite il y a longtemps (peut-être par des fauconniers) sur les îles et que ce soit la raison de sa présence à cet endroit spécifique ; en effet d'autres espèces d'oiseaux sauvages de ces îles y ont très certainement été également introduites,.

## Conservation

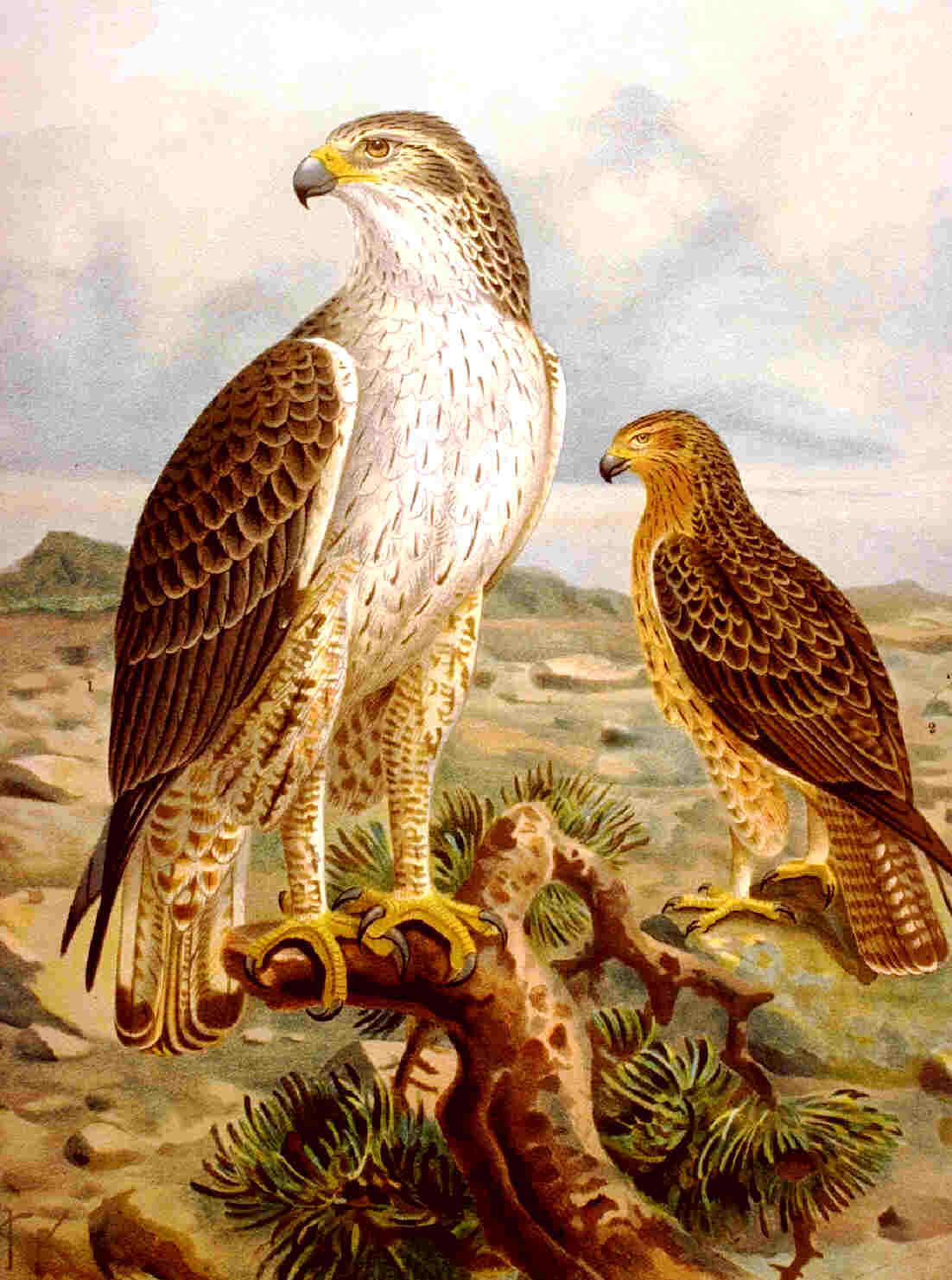
Aigles de Bonelli, illustration d'un livre allemand d'histoire naturelle du XIXe siècle.

L'Aigle de Bonelli est en déclin depuis 50 ans dans toute son aire de répartition (Inde, Chine, Moyen-Orient, Maghreb et sud de l'Europe). Dans les années 1990, tout l'ouest de l'écozone paléarctique abritait entre 2 000 et 3 000 couples, principalement dans la péninsule Ibérique (750 à 845 couples) et le nord-ouest de l'Afrique (environ 1 000 couples). Au milieu des années 1990, on estimait sa population entre 938 et 1 039 couples en Europe, entre 75 % et 80 % d'entre eux se trouvant en Espagne ; le reste se répartit dans d'autres pays, entre 75 et 90 au Portugal, 35 à 45 en Grèce, 29 en France, 15 à 20 en Italie et quelques-uns en Croatie et en Albanie. Dans les années 2000, avec la poursuite du déclin et malgré des tentatives locales de réhabilitation (et des études plus exhaustives), on estimait qu'il y avait environ 1 500 couples en Europe (une population réduite d'au moins 30 % depuis les années 1950), ce qui fait entrer l'espèce dans les critères pour être considérée en danger critique d'extinction. Des extinctions locales sont probables dans la plupart des populations, pourtant il n'y a pas de plan global de conservation de l'espèce,. Les populations ont ré-augmenté au cœur des zones protégées, mais dans d'autres endroits, pourtant importants pour la dispersion des juvéniles, on continue d'observer un fort déclin et des taux de mortalité élevés. Bien qu'il soit encore classé comme espèce de préoccupation mineure par l'UICN, l'Aigle de Bonelli pourrait être déjà éteint en Bosnie-Herzégovine,.
En 2010, vingt à vingt-deux territoires de reproduction seulement ont été recensés en Sicile, qui abritait probablement 95 % de la population d'Aigles de Bonelli restant en Italie. L'étude a montré que les aigles en Sicile avaient un taux de mortalité des adultes élevé (10,2 %), et au moins dix-sept couples en Sicile n'ont pas réussi à se reproduire,. En Espagne, principal territoire de l'Aigle de Bonelli, l'espèce a disparu de vingt-sept provinces sur quarante depuis 1980, avec une réduction de la population de plus de 20 % au nord et au centre du pays. Les sierras des côtes de l'est et du sud abritent la plus grande densité de population d'Aigles de Bonelli, avec un couple par 100 à 200 km2, mais la densité était d'un couple par 60 km2 dans les années 1970,,. Dans la région de Murcie en Espagne, l'Aigle de Bonelli est considéré comme la seconde espèce de rapaces la plus menacée derrière le Faucon crécerellette. Dans la province de Burgos au nord du pays, le nombre de couples est passé de vingt-cinq ou vingt-sept en 1980 à dix en 1996. Sur cent tentatives de reproduction entre 1988 et 1996, peu ont été couronnées de succès et le taux moyen de succès n'était que de 35 % malgré un nourrissage supplémentaire à partir de 1992. La population en Grèce était de plus de deux-cents couples au début des années 1980 mais elle a chuté à moins de cinquante. La population d'Aigles de Bonelli en Turquie était estimée à cinquante couples (et à cent par le passé) de la fin des années 1980 aux années 1990, mais des études récentes estiment la population à vingt à trente-cinq couples dans de petites zones isolées,. C'est l'une des espèces de rapaces les plus menacées de France : seuls trente couples sont recensés sur le pourtour méditerranéen français en 2010. Si les données historiques font état de près de quatre-vingts couples en 1960, les effectifs ont ensuite rapidement chuté au cours du XXe siècle pour atteindre le nombre minimal de vingt-trois couples en 2002 puis 30 couples en 2012.
En Israël, il y avait vingt-huit couples d'Aigles de Bonelli en 1989, mais il existe peu d'informations sur sa population dans le reste du Moyen-Orient et en Asie. On estime que la population en Israël a diminué de moitié. En 2001, seuls quinze couples d'Aigles de Bonelli étaient recensés dans ce pays. En plus des quatre espèces éteintes localement en Israël, l'Aigle de Bonelli est probablement le rapace le plus menacé du pays,,,. Le nombre maximum d'Aigles de Bonelli en Asie est estimé à 35 000 couples, mais cela pourrait aussi n'être que la moitié. La raison pour laquelle l'UICN ne modifie pas le statut de menace de l'Aigle de Bonelli est peut-être le manque de recherches et de données sur sa population en Asie, mais il est possible qu'elle décline aussi fortement,. Une étude ornithologique dans une vaste zone de l'Uttarakhand en Inde n'y a trouvé aucun Aigle de Bonelli ; dans le Gujarat, une étude dans les années 1990 a montré que l'espèce se fait de plus en plus rare à cause du dérangement anthropique .

### Facteurs de menaces
Cette espèce semble notamment nécessiter des sites de reproduction spécifiques (falaises à replats ou cavités, en dessous de 700 m d'altitude) et des aires de chasse au couvert végétal plutôt ouvert et comprenant une mosaïque d'habitats convenant à ses proies. En de nombreux endroits en Europe de l'Ouest et sur l'île de Chypre, l'Aigle de Bonelli est victime de la persécution constante des chasseurs et des colombophiles. Les tirs et l'empoisonnement se poursuivent encore au XXIe siècle,,,. L'altération ou la destruction de son habitat (création de routes, abandon des pratiques agricoles traditionnelles, reforestation spontanée des garrigues et urbanisation), accompagnées de la réduction du nombre des proies et du dérangement par les humains à proximité des zones de nidification augmentent la menace qui pèse sur l'Aigle de Bonelli,,. Même les activités de tourisme ont un effet négatif sur cet aigle, qui doit modifier son territoire pour éviter l'activité humaine. Entre 1990 et 1996, 424 morts d'Aigles de Bonelli ont été enregistrées en Espagne, dont 55 % par électrocution sur les lignes électriques et 26 % par tir ou par empoisonnement. Les adultes étaient davantage victimes de persécutions humaines, les juvéniles d'électrocution. En Catalogne et au centre de l'Espagne, respectivement 50 % et 86 % des morts étaient dues aux électrocutions, tandis que les persécutions humaines étaient majoritaires dans le Levant espagnol et le nord de l'Espagne (respectivement 52 % et 43 % des morts). L'abandon de ses territoires par l'Aigle de Bonelli n'a pas été corrélé à la concurrence entre espèces, mais au dérangement et à la persécution par les humains. En Sicile, les principales menaces sont probablement la fragmentation de l'environnement et l'agriculture intensive. Avant[Quand ?], la récupération des œufs menaçait régulièrement l'espèce en Sicile mais ce comportement semble s'être réduit récemment,,. En Crète, seuls quelques Aigles de Bonelli ont été retrouvés morts de persécutions, bien moins que d'autres rapaces, mais c'est seulement parce que l'espèce y est déjà relativement rare. L'électrocution par collision avec des pylônes électriques est une cause majeure de mortalité, en particulier sur les juvéniles qui n'ont pas encore une bonne connaissance de leur environnement. Selon une étude en Espagne, 56 % des juvéniles et 13 % des adultes sont tués par électrocution. En France, 44 % des juvéniles bagués et surveillés ont été tués par électrocution,,,. Les fermes d'éoliennes en Espagne sont une autre source potentielle de dérangement et de mort pour l'Aigle de Bonelli, mais ce dernier semble moins touché que l'Aigle royal. L'empoisonnement involontaire est également fréquent, dû à l'ingestion d'animaux contaminés par du plomb de chasse, source de saturnisme aviaire, ou l'ingestion de proies ayant elles-mêmes été contaminées par des pesticides, et se repère à de forts taux de plomb ou de poisons dans les plumes des aigles à différents endroits. Des études dans l'Europe de l'Ouest et le nord-est de l'Afrique indiquent également que l'Aigle de Bonelli souffre d'une diversité génétique probablement faible au sein de l'espèce, en raison d'effectifs faibles au sein de la métapopulation, ce qui risque d'entraîner de la consanguinité.

### Des plans de restauration et de conservation
La recherche indique que le meilleur moyen de conserver les populations d'Aigles de Bonelli en Europe serait la conservation de son habitat, ce qui entraînerait de meilleurs taux de survie des aigles locaux et non locaux,. Il a été indiqué en 2018 que réduire le risque de collision avec les pylônes électriques et de persécution par les humains constitue les mesures les plus efficaces à prendre pour protéger l'Aigle de Bonelli en Espagne,,. Les études indiquent que 99 % de la mortalité des aigles peut être évitée en modifiant seulement 27 % des pylônes électriques dans les zones qu'ils habitent. En 2015, des biologistes, en coordination avec les autorités locales, ont commencé à faire isoler les lignes électriques dans les zones protégées pour réduire la mortalité des oiseaux menacés. Les taux de croissance des populations locales ont alors augmenté rapidement (de 0,82 à 0,98). Cependant, cette étude a montré une augmentation des morts dues à d'autres causes humaines, notamment les collisions avec des voitures, quand le nombre d'électrocutions a diminué. On estime qu'entre 2008 et 2014, 28 à 64 % de la mortalité est toujours due aux électrocutions. Afin de conserver localement la population, des chercheurs espagnols ont également procédé à des nourrissages d'aigles, qui pourraient augmenter leurs chances d'engendrer des jeunes viables.

#### En France
Dans le cadre des plans de restauration, de 1999 à 2012, l'Aigle de Bonelli a fait l'objet de deux premiers plans nationaux d'action dans le cadre de la politique du ministère chargé de l'Environnement sous la coordination de la direction régionale de l'Environnement du Languedoc-Roussillon. Ils ont été animés par un collectif d'associations naturalistes et de représentants du monde de la chasse et des collectivités territoriales, et ont permis de renforcer la conservation de cette espèce fragile au travers de nombreuses actions telles que la surveillance des couples reproducteurs, la réouverture de garrigues qui s'embroussaillaient avec l'aide des sociétés de chasse, la sensibilisation des différents acteurs et du grand public aux menaces pesant sur cette espèce, l'étude de la dynamique de la population au travers de programmes de baguage et du suivi de plusieurs oiseaux par télémétrie, etc..
Le premier s'est déroulé de 1999 à 2003, intitulé « Plan national de restauration » ; le second, de 2005 à 2009, a été rebaptisé « Plan national d'action ».
En 2013, un nouveau Plan national d'action (de 10 ans, 2014-2023) a été validé en commission du Conseil national de la protection de la nature (CNPN) le 11 septembre 2013. Il intègre les connaissances issues de « près de 40 ans de suivis […] et plus de 20 ans de baguage systématique des poussins » qui ont permis de mieux connaître les besoins fondamentaux de l'espèce et les facteurs influençant son évolution. Ce plan comprend sept objectifs, déclinés en 27 actions :
1. réduire et prévenir les facteurs anthropiques de mortalité ;
2. préserver, restaurer et améliorer ses habitats ;
3. mieux surveiller l'espèce, limiter les dérangements ;
4. développer la connaissance pour mieux gérer et mieux préserver la population française de cette espèce ;
5. intégrer ce plan dans les politiques publiques ;
6. faire connaître cet aigle et la valeur patrimoniale de son habitat ;
7. mieux coordonner sa protection, notamment à l'échelle internationale.

Le 20 mars 2014, la cour administrative d'appel de Marseille a rendu un arrêt (requête no 12MA02908) faisant prévaloir la protection de l'espèce face à un projet éolien, marquant et actant un intérêt particulièrement fort quant à la conservation de l'espèce.

## L'Aigle de Bonelli dans la culture
L'Aigle de Bonelli a été représenté sur 22 timbres émis par 18 administrations postales différentes : Aitutaki (2018), Angola (2000), Chypre (2019), Chypre du Nord (2019), Gibraltar (2000 et 2008), Israël (1985), Italie (2019), Libye (1979), Monaco (2008), Mozambique (2012 et 2013), Oman (2002), Palestine (1998), Portugal (2007), Sao Tomé-et-Principe (2003, 2011 et 2016), Pays de Saint-Martin (2020), Suriname (2018), Tchad (2003) et Tunisie (1998).